# S-Bahn Nürnberg

Logo der S-Bahn Nürnberg

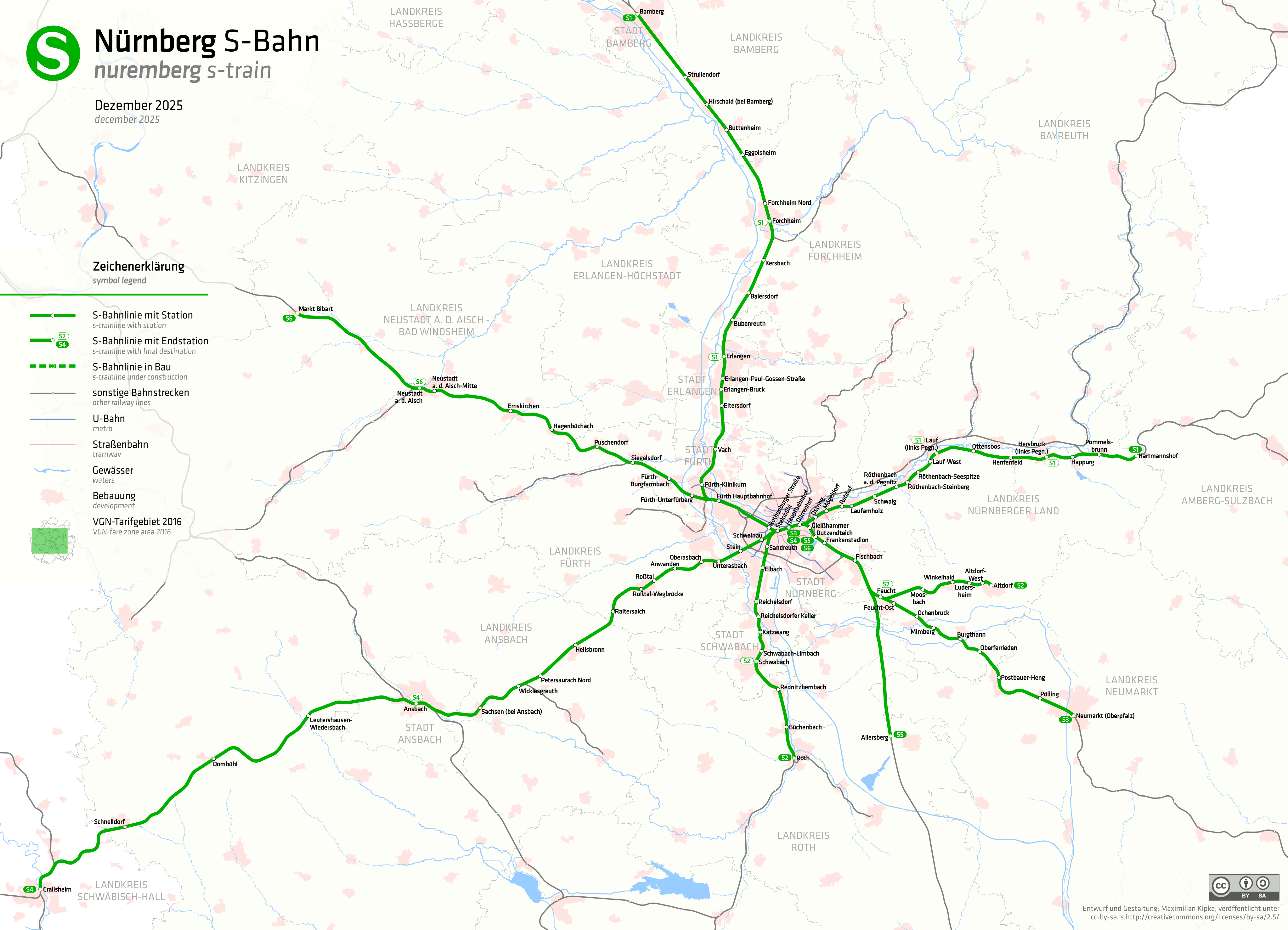
Streckennetz der Nürnberger S-Bahn

Die S-Bahn Nürnberg ist das S-Bahn-Netz des Ballungsraums Nürnberg, dessen Liniennetz radial auf die Stadt Nürnberg ausgerichtet ist. Zentraler Punkt ist der Nürnberger Hauptbahnhof, der von allen Linien bedient wird. Die S-Bahn wurde am 26. September 1987 mit Eröffnung der ersten Linie von Nürnberg nach Lauf (links der Pegnitz) in Betrieb genommen.
Nach mehrfachen Erweiterungen verfügt das System über ein Streckennetz von 320,0 Kilometern Länge, auf dem sechs Linien verkehren, die von DB Regio betrieben werden und in das Tarifsystem des Verkehrsverbund Großraum Nürnberg (VGN) integriert sind.
Neben der zentralen Funktion Pendlerströme aus den umliegenden Gemeinden in die großen Städte zu transportieren, hat das Netz auch eine Erschließungsfunktion für das Nürnberger Stadtgebiet und bildet zusammen mit der U-Bahn und der Straßenbahn das Rückgrat des dortigen öffentlichen Personennahverkehrs.
Von den (Stand 2025) 93 Haltepunkten und Bahnhöfen befinden sich drei in der Oberpfalz, acht in Oberfranken, eine in Baden-Württemberg und der Rest in Mittelfranken. Mehrere Städte und Gemeinden haben zwei oder gar drei Haltepunkte bzw. Bahnhöfe im Stadtgebiet. Zu den Gemeinden mit jeweils drei S-Bahn Stationen zählen Altdorf bei Nürnberg, Burgthann, Feucht, Forchheim, Roßtal und Röthenbach an der Pegnitz. Mehr als drei Stationen haben die Großstädte Erlangen (4), Fürth (5) und Nürnberg. Auf Nürnberger Stadtgebiet gibt es 19 Haltepunkte und Bahnhöfe, welche von der S-Bahn bedient werden.

## Linien und Betrieb
Die S-Bahn Nürnberg verkehrt täglich zwischen etwa 4 Uhr und 1 Uhr nachts, am Wochenende nahezu rund um die Uhr. Die Linien S 1 bis S 4 fahren größtenteils im 20-/40-Minuten-Takt, im Schul- und Berufsverkehr alle 20 Minuten und in Schwachverkehrszeiten alle 40 Minuten, die Linien S 5 und S 6 im 60-Minuten-Takt.
Seit dem Tausch der Linienäste am 10. Dezember 2023 besteht das S-Bahn-Netz aus folgenden Linien (wobei sich die Inbetriebnahmedaten auf den Streckenabschnitt als S-Bahn unabhängig von der aktuellen Linie beziehen):
| Linie | Stationen | Takt                                         | Inbetriebnahme | Länge in km | Stationen | Fahrzeit in min | Durchschnitts- geschwindigkeit in km/h | Durchschnittlicher Halteabstand in km |
| ----- | --- | -------------------------------------------- | -------------- | ----------- | --------- | --------------- | -------------------------------------- | ------------------------------------- |
| S1    | Bamberg – Strullendorf – Hirschaid – Buttenheim – Eggolsheim – Forchheim Nord – Forchheim | 60-Minuten-Takt                              | 2010           | 98,8        | 28        | 97              | 61,1                                   | 3,53                                  |
| S1    | Forchheim – Kersbach – Baiersdorf – Bubenreuth – Erlangen | 20-/40-Minuten-Takt (m. Minutenabweichungen) | 2010           | 98,8        | 28        | 97              | 61,1                                   | 3,53                                  |
| S1    | Erlangen – Paul-Gossen-Straße – Bruck – Eltersdorf – Vach – Fürth Klinikum – Fürth Hauptbahnhof – Rothenburger Straße – Steinbühl – Nürnberg Hauptbahnhof                                      | 20-Minuten-Takt                              | 2010           | 98,8        | 28        | 97              | 61,1                                   | 3,53                                  |
| S1    | Nürnberg Hauptbahnhof – Feucht – Feucht Ost – Ochenbruck – Mimberg – Burgthann – Oberferrieden – Postbauer-Heng – Pölling – Neumarkt                                                           | 20-/40-Minuten-Takt                          | 2010           | 98,8        | 28        | 97              | 61,1                                   | 3,53                                  |
| S2    | Roth – Büchenbach – Rednitzhembach – Schwabach | 20-/40-Minuten-Takt                          | 2004           | 52,5        | 29        | 75              | 42                                     | 1,88                                  |
| S2    | Schwabach – Limbach – Katzwang – Reichelsdorfer Keller – Reichelsdorf – Eibach – Sandreuth – Steinbühl – Nürnberg Hauptbahnhof                                                                 | 20-Minuten-Takt (m. Minutenabweichungen)     | 2004           | 52,5        | 29        | 75              | 42                                     | 1,88                                  |
| S2    | Nürnberg Hauptbahnhof – Dürrenhof – Ostring – Mögeldorf – Rehhof – Laufamholz – Schwaig – Röthenbach – Steinberg – Seespitze – Lauf West – Lauf (links Pegnitz)                                | 20-Minuten-Takt (m. Minutenabweichungen)     | 1987           | 52,5        | 29        | 75              | 42                                     | 1,88                                  |
| S2    | Lauf (links Pegnitz) – Ottensoos – Henfenfeld – Hersbruck (links Pegnitz) | 20-/40-Minuten-Takt (m. Minutenabweichungen) | 2010           | 52,5        | 29        | 75              | 42                                     | 1,88                                  |
| S2    | Hersbruck (links Pegnitz) – Happurg – Pommelsbrunn – Hartmannshof | 60-Minuten-Takt                              | 2010           | 52,5        | 29        | 75              | 42                                     | 1,88                                  |
| S3    | Nürnberg Hauptbahnhof – Dürrenhof – Gleißhammer – Dutzendteich – Frankenstadion – Fischbach – Feucht                                                                                           | 20-Minuten-Takt                              | 1992           | 24,1        | 12        | 29              | 49,9                                   | 2,19                                  |
| S3    | Feucht – Feucht-Moosbach – Winkelhaid – Ludersheim – Altdorf West – Altdorf | 20-/40-Minuten-Takt                          | 1992           | 24,1        | 12        | 29              | 49,9                                   | 2,19                                  |
| S4    | Nürnberg Hauptbahnhof – Schweinau – Stein – Unterasbach – Oberasbach – Anwanden – Roßtal – Roßtal Wegbrücke – Raitersaich – Heilsbronn – Petersaurach Nord – Wicklesgreuth – Sachsen – Ansbach | 20-/40-Minuten-Takt                          | 2010           | 90,9        | 18        | 84              | 64,9                                   | 5,35                                  |
| S4    | Ansbach – Leutershausen-Wiedersbach – Dombühl | 120-Minuten-Takt                             | 2017           | 90,9        | 18        | 84              | 64,9                                   | 5,35                                  |
| S4    | Dombühl – Schnelldorf – Crailsheim | 120-Minuten-Takt                             | 2024           | 90,9        | 18        | 84              | 64,9                                   | 5,35                                  |
| S5    | Nürnberg Hauptbahnhof – Allersberg (Rothsee) | 60-Minuten-Takt                              | 2020           | 25,4        | 2         | 15              | 101,6                                  | 25,4                                  |
| S6    | Nürnberg Hauptbahnhof – Fürth Hauptbahnhof – Unterfürberg – Burgfarrnbach – Siegelsdorf – Puschendorf – Hagenbüchach – Emskirchen – Neustadt (Aisch) Mitte – Neustadt (Aisch)                  | 60-Minuten-Takt                              | 2021           | 55,6        | 11        | 38              | 64,6                                   | 5,56                                  |
| S6    | Neustadt (Aisch) – Markt Bibart | Einzelzüge                                   | 2021           | 55,6        | 11        |                 |                                        | 5,56                                  |

Umsteigemöglichkeiten zur U-Bahn bestehen am Nürnberger und am Fürther Hauptbahnhof sowie an den Stationen Nürnberg Rothenburger Straße, Nürnberg-Schweinau und Fürth Klinikum, zur Straßenbahn an den Stationen Nürnberg Hauptbahnhof, Nürnberg-Dutzendteich, Nürnberg-Dürrenhof, Nürnberg-Mögeldorf und Nürnberg-Steinbühl.
Ein Wechsel zum Regionalverkehr der Unternehmen DB Regio und agilis ist an den Bahnhöfen Nürnberg Hauptbahnhof (Richtung Kinding, Neuhaus, Hof, Bayreuth, München, Simmelsdorf-Hüttenbach, Markt Erlbach, Neustadt (Aisch), Würzburg, Stuttgart, Regensburg, Neustadt (Waldnaab), Sonneberg, Erfurt, Saalfeld, Bamberg, Augsburg und Lindau/Oberstdorf), Neumarkt (Richtung Regensburg), Schwabach und Roth (Richtung Hilpoltstein und Augsburg bzw. Ingolstadt), Wicklesgreuth (Richtung Crailsheim und Windsbach), Ansbach (Richtung Crailsheim, Würzburg und Treuchtlingen), Fürth (Richtung Sonneberg, Erfurt, Saalfeld, Würzburg, Markt Erlbach und Cadolzburg), Erlangen (Richtung Bamberg, Würzburg, Sonneberg, Erfurt, Saalfeld) Forchheim (Richtung Ebermannstadt), Hirschaid (Richtung Bamberg, Lichtenfels, Saalfeld, Würzburg, Sonneberg, Erfurt), Hartmannshof (Richtung Neustadt (Waldnaab), Schwandorf/Regensburg) und Bamberg (Richtung Ebern, Würzburg, Sonneberg, Erfurt, Saalfeld, Hof, Bayreuth) möglich.
Fast alle Stationen werden außerdem auch von Buslinien bedient, ebenso wurden zahlreiche Park-and-Ride-Plätze eingerichtet. Auf Nürnberger Stadtgebiet gibt es auch VAG-Rad-Stationen an den meisten Bahnhöfen und Haltepunkten der S-Bahn, darüber hinaus als Pilotprojekt 2022 und dauerhaft seit 2024 in Erlangen am dortigen Hauptbahnhof und in der Nähe der Station Paul-Gossen-Straße am Siemens-Campus. Mit Erweiterung des VAG Rad Systems 2024 kamen auch neue feste Stationen an den Bahnhöfen Schwabach, Limbach, Erlangen-Bruck, Fürth Hauptbahnhof und Fürth Klinikum hinzu.

### S 1
| Streckenverlauf S 1 | Streckenverlauf S 1          | Streckenverlauf S 1 |
| km                  | Station                      | Reisezeit           |
| ------------------- | ---------------------------- | ------------------- |
| 0,0                 | Bamberg                      | 0 Min.              |
| 7,6                 | Strullendorf                 | 5 Min.              |
| 11,2                | Hirschaid                    | 8 Min.              |
| 13,9                | Buttenheim                   | 10 Min.             |
| 17,2                | Eggolsheim                   | 13 Min.             |
| 22,2                | Forchheim Nord               | 17 Min.             |
| 24,1                | Forchheim (Oberfr)           | 21 Min.             |
| 27,9                | Kersbach                     | 24 Min.             |
| 31,5                | Baiersdorf                   | 27 Min.             |
| 35,0                | Bubenreuth                   | 30 Min.             |
| 38,9                | Erlangen                     | 33 Min.             |
| 40,8                | Erlangen Paul-Gossen-Straße  | 36 Min.             |
| 41,8                | Erlangen-Bruck               | 38 Min.             |
| 43,6                | Eltersdorf                   | 41 Min.             |
| 47,9                | Vach                         | 44 Min.             |
| 52,2                | Fürth-Klinikum               | 48 Min.             |
| 54,8                | Fürth (Bay) Hbf              | 52 Min.             |
| 60,5                | Nürnberg Rothenburger Straße | 57 Min.             |
| 61,5                | Nürnberg-Steinbühl           | 58 Min.             |
| 62,6                | Nürnberg Hbf                 | 61 Min.             |
| 75,1                | Feucht                       | 73 Min.             |
| 76,4                | Feucht Ost                   | 76 Min.             |
| 79,3                | Ochenbruck                   | 78 Min.             |
| 81,3                | Mimberg                      | 80 Min.             |
| 84,2                | Burgthann                    | 83 Min.             |
| 86,5                | Oberferrieden                | 86 Min.             |
| 89,7                | Postbauer-Heng               | 89 Min.             |
| 95,2                | Pölling                      | 93 Min.             |
| 98,8                | Neumarkt (Oberpf)            | 97 Min.             |

 Bamberg – Nürnberg Hbf – Neumarkt (Oberpfalz)

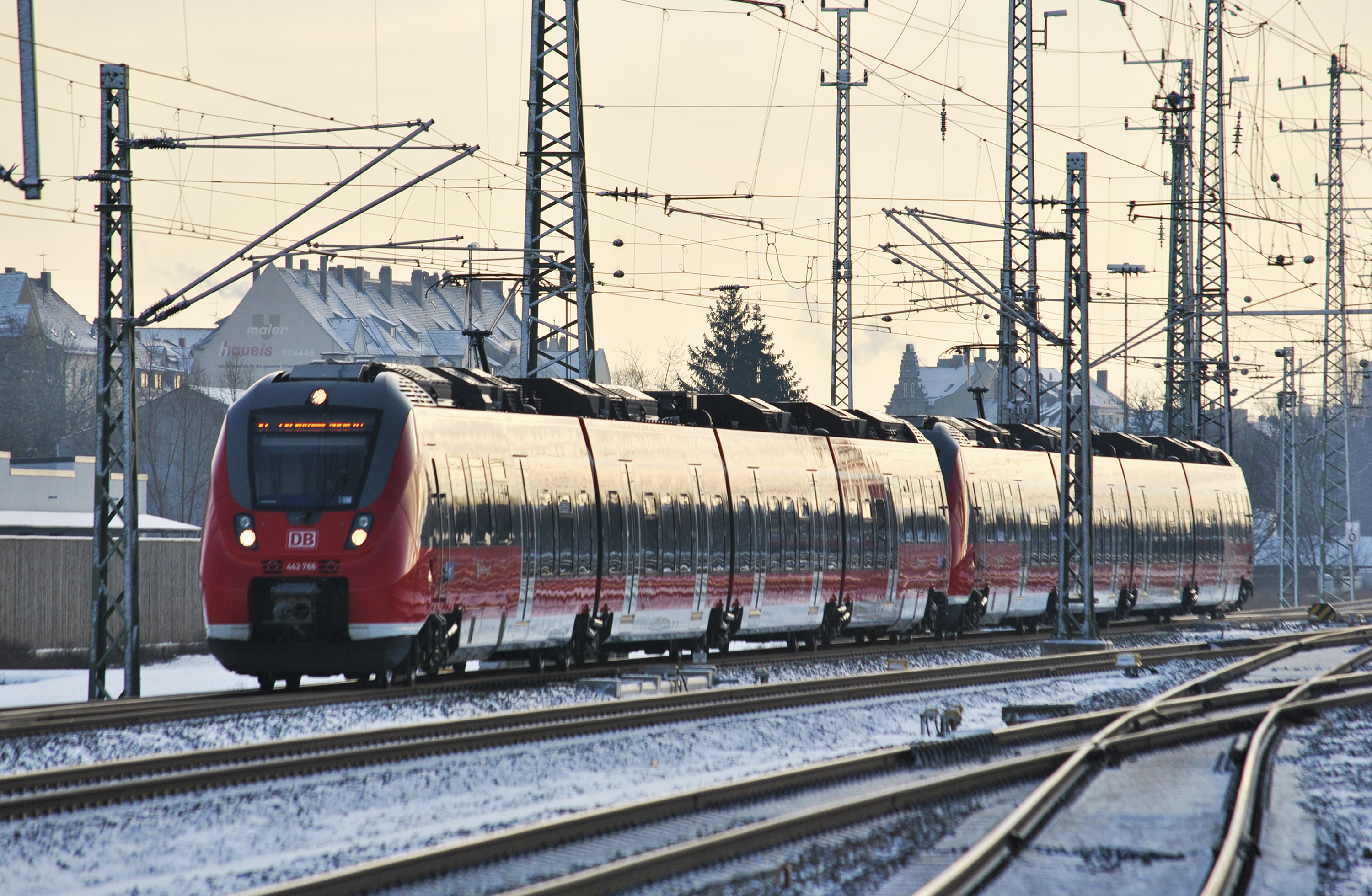
S 1 zwischen Nürnberg und Fürth

Streckenverlauf und -beschreibung siehe: Bahnstrecke Nürnberg–Bamberg, Bahnstrecke Nürnberg–Feucht und Bahnstrecke Regensburg–Nürnberg
Die Linie wird seit dem 10. Dezember 2023 mit diesem Verlauf betrieben, zwischen Forchheim und Neumarkt wird ein angenäherter 20-/40-Minuten-Takt angeboten, in der Taktlücke fährt ein zusätzlicher Zug Erlangen–Nürnberg. Auf der Gesamtstrecke von Bamberg bis Neumarkt fährt einmal pro Stunde ein Zug. Zwischen Bamberg und Fürth wird bis zur endgültigen Fertigstellung der eigenen Infrastruktur die bestehende Bahnstrecke Nürnberg–Bamberg mitbenutzt, zwischen Nürnberg und Feucht nutzt sie die parallel zur Bahnstrecke Regensburg–Nürnberg liegende S-Bahn-Trasse, bedient aber, um die Fahrzeit im Gegensatz zur vorher verkehrenden Regionalbahn nicht zu verlängern, die Zwischenstationen nicht. Ausnahmen sind Großveranstaltungen im Max-Morlock-Stadion und der Arena: Einzelne Züge halten dann auch am Bahnhof Frankenstadion. Zwischen Feucht und Neumarkt verkehrt die S 1 dann auf der Bahnstrecke Regensburg–Nürnberg. Alle Stationen, die bis Dezember 2010 von den Regionalbahnen bedient wurden, werden auch von der S-Bahn angefahren. Zusätzlich wurde der neue Haltepunkt Feucht Ost errichtet. Die ursprünglich geplante Station Neumarkt-Woffenbach wurde nicht realisiert und die Planungen zurückgestellt.
Zu den Hauptverkehrszeiten verkehrten einige Jahre lang von Montag bis Freitag jeweils vier als Eil-S-Bahn bezeichnete Züge täglich in beiden Richtungen nur zwischen Erlangen und Nürnberg, die zunächst nur an den Stationen Erlangen, Erlangen-Bruck, Eltersdorf, Fürth-Unterfarrnbach und Nürnberg Hbf hielten. Mit dem Ersatz des Haltepunkts Unterfarrnbach durch Fürth Klinikum 2022 entfiel der Halt dort und wurde durch einen Halt in Fürth Hbf ersetzt. Diese Züge nutzten zwischen Fürth und Nürnberg die Gleise des Regionalverkehrs. Nach dem vorläufigen Abschluss der Bauarbeiten im Bereich Fürth/Erlangen mit dem Fahrplanwechsel im Dezember 2022 fahren drei reguläre Züge je Stunde und Richtung zwischen Nürnberg und Erlangen und die Eil-S-Bahn-Züge entfallen.

### S 2
| Streckenverlauf S 2 | Streckenverlauf S 2            | Streckenverlauf S 2 |
| km                  | Station                        | Reisezeit           |
| ------------------- | ------------------------------ | ------------------- |
| 0,0                 | Roth                           | 0 Min.              |
| 2,9                 | Büchenbach                     | 2 Min.              |
| 7,1                 | Rednitzhembach                 | 6 Min.              |
| 10,6                | Schwabach                      | 9 Min.              |
| 12,0                | Schwabach-Limbach              | 11 Min.             |
| 14,0                | Katzwang                       | 13 Min.             |
| 15,5                | Reichelsdorfer Keller          | 15 Min.             |
| 17,1                | Nürnberg-Reichelsdorf (S-Bahn) | 18 Min.             |
| 20,3                | Nürnberg-Eibach (S-Bahn)       | 20 Min.             |
| 22,5                | Nürnberg-Sandreuth             | 23 Min.             |
| 24,4                | Nürnberg-Steinbühl             | 25 Min.             |
| 25,5                | Nürnberg Hbf                   | 28 Min.             |
| 26,7                | Nürnberg-Dürrenhof             | 34 Min.             |
| 28,5                | Nürnberg-Ostring               | 37 Min.             |
| 29,6                | Nürnberg-Mögeldorf             | 39 Min.             |
| 31,2                | Nürnberg-Rehhof                | 41 Min.             |
| 32,2                | Nürnberg-Laufamholz            | 42 Min.             |
| 34,7                | Schwaig                        | 45 Min.             |
| 37,1                | Röthenbach (Pegnitz)           | 47 Min.             |
| 38,3                | Röthenbach-Steinberg           | 49 Min.             |
| 39,7                | Röthenbach-Seespitze           | 51 Min.             |
| 41,4                | Lauf West                      | 53 Min.             |
| 42,3                | Lauf (links Pegnitz)           | 55 Min.             |
| 46,2                | Ottensoos                      | 59 Min.             |
| 49,9                | Henfenfeld                     | 62 Min.             |
| 53,5                | Hersbruck (links Pegnitz)      | 65 Min.             |
| 56,0                | Happurg                        | 68 Min.             |
| 59,3                | Pommelsbrunn Hp                | 71 Min.             |
| 62,5                | Hartmannshof                   | 75 Min.             |

 Roth – Nürnberg Hbf – Hartmannshof

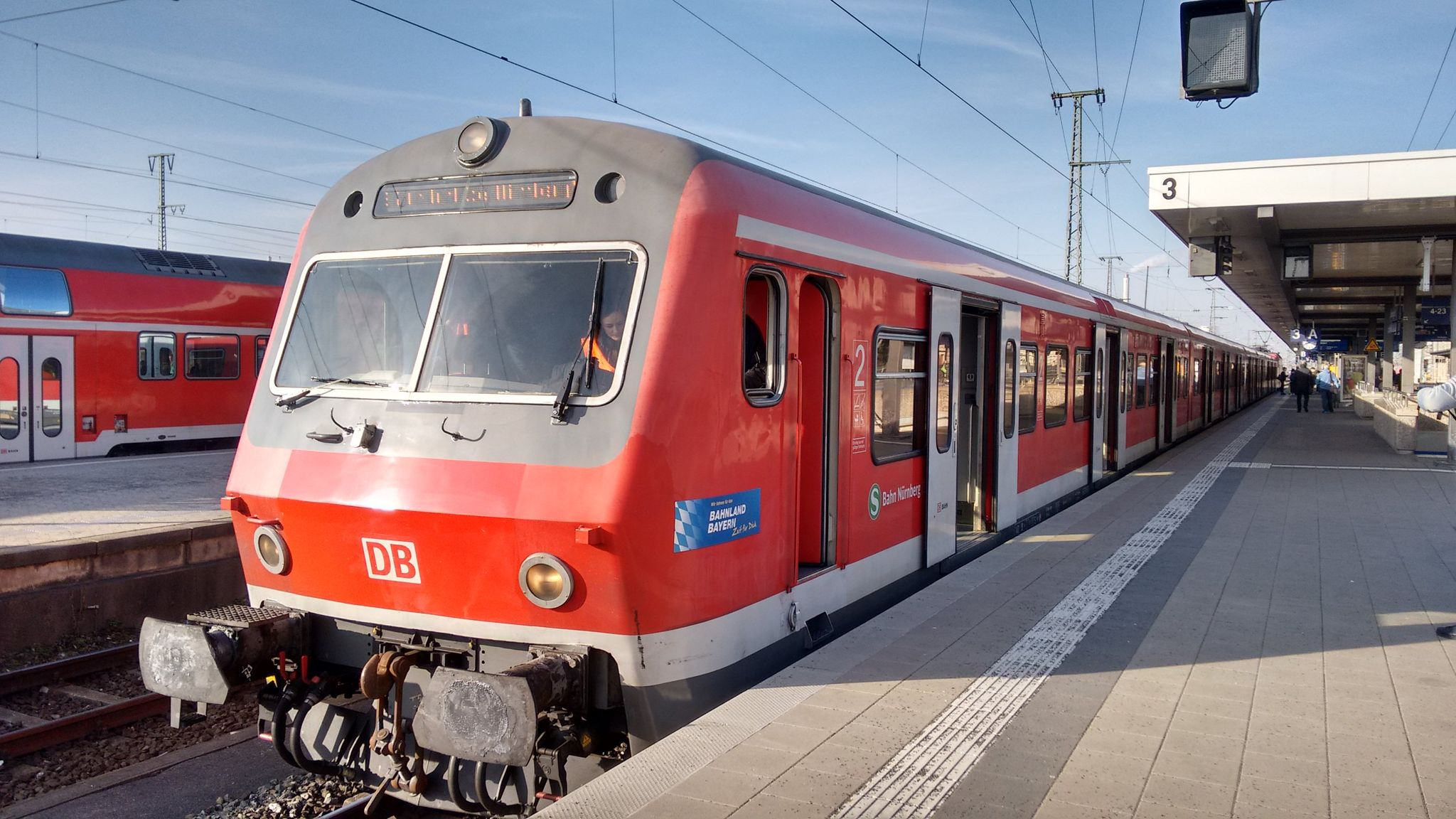
S 2 am Hauptbahnhof in Nürnberg

Streckenverlauf und -beschreibung siehe: Bahnstrecke Nürnberg–Roth und Bahnstrecke Nürnberg–Irrenlohe
Die Linie wird seit dem 10. Dezember 2023 mit diesem Verlauf betrieben, tagsüber zwischen Schwabach und Lauf im 20-Minuten-Takt sowie weiter nach Roth bzw. Hersbruck im 20-/40-Minuten-Takt, abends und am Wochenende wird zwischen Roth und Nürnberg sowie von Nürnberg nach Hersbruck ein 20-/40-Minuten-Takt (abends ein 40-Minuten-Takt nur bis Lauf) angeboten. Von Hersbruck nach Hartmannshof verkehrt stündlich ein Zug.

Die Strecke verläuft zwischen Roth und Nürnberg auf eigener Trasse parallel zu der Bahnstrecke Treuchtlingen–Nürnberg, zwischen Nürnberg und Hartmannshof auf der Bahnstrecke Nürnberg–Irrenlohe (zwischen Pommelsbrunn und Hartmannshof zusammen mit dem Regionalverkehr Nürnberg – Neukirchen – Weiden / Schwandorf). Auf dem eingleisigen Westast (Roth – Nürnberg) wurden zwischen Roth und Büchenbach, Schwabach und Limbach sowie Reichelsdorf und Eibach zweigleisige Begegnungsabschnitte angelegt, wodurch 11,1 von insgesamt 25,5 km zweigleisig ausgebaut sind. Die Steuerung der Linie S 2 erfolgt über ein elektronisches Stellwerk in Eibach (Westast). Dieses wird seit Ende März 2005 aus der Betriebszentrale München heraus ferngesteuert.

### S 3
| Streckenverlauf S 3 | Streckenverlauf S 3      | Streckenverlauf S 3 |
| km                  | Station                  | Reisezeit           |
| ------------------- | ------------------------ | ------------------- |
| 0,0                 | Nürnberg Hbf             | 0 Min.              |
| 1,1                 | Nürnberg-Dürrenhof       | 1 Min.              |
| 2,3                 | Nürnberg-Gleißhammer     | 3 Min.              |
| 3,2                 | Nürnberg-Dutzendteich Hp | 5 Min.              |
| 4,4                 | Nürnberg-Frankenstadion  | 7 Min.              |
| 8,2                 | Fischbach (b Nürnberg)   | 10 Min.             |
| 12,5                | Feucht                   | 14 Min.             |
| 16,8                | Feucht-Moosbach          | 18 Min.             |
| 20,1                | Winkelhaid               | 22 Min.             |
| 21,8                | Ludersheim               | 24 Min.             |
| 23,1                | Altdorf West             | 26 Min.             |
| 24,1                | Altdorf (b Nürnberg)     | 29 Min.             |

 Nürnberg Hbf – Altdorf

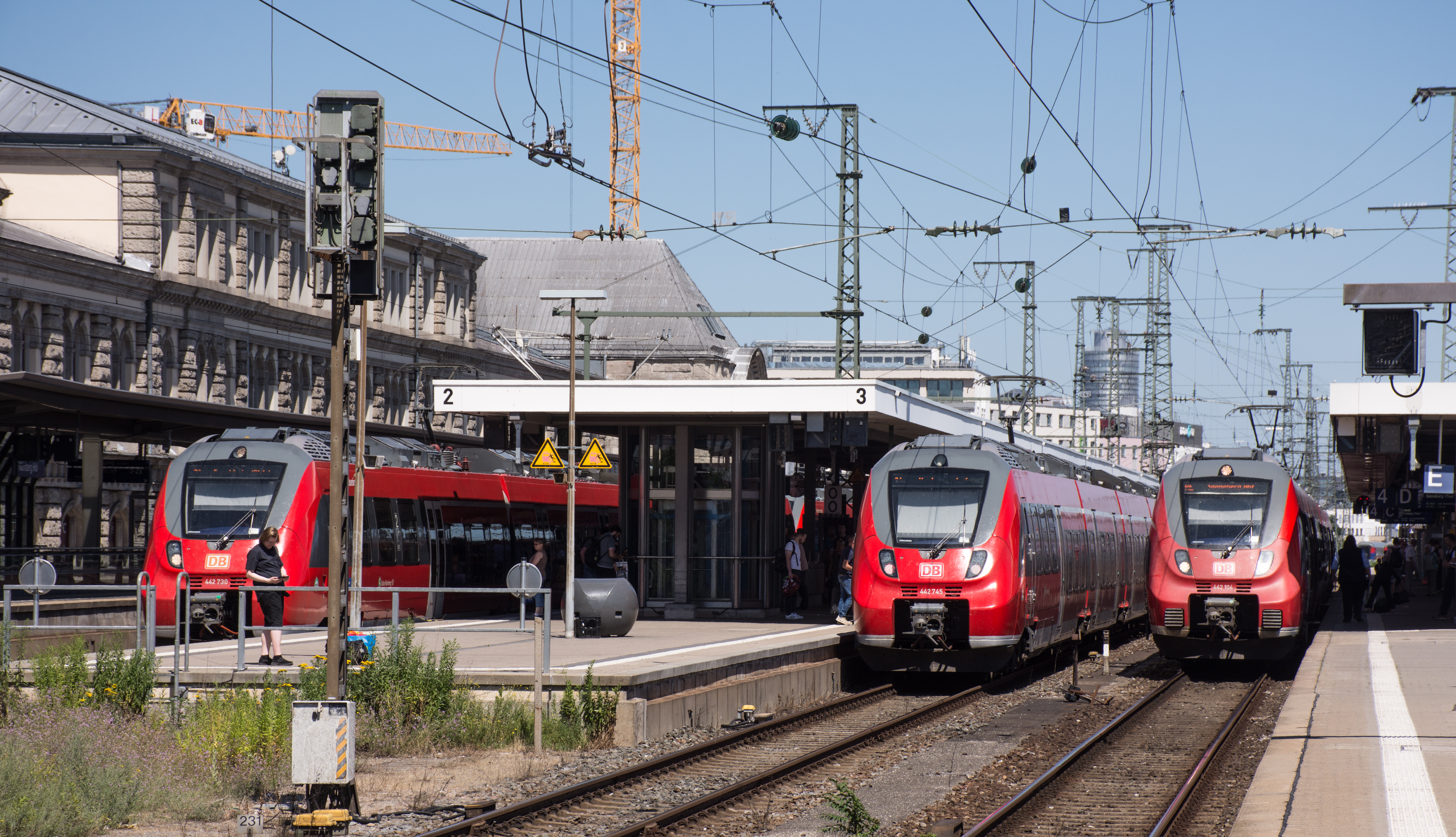
S-Bahnen der Baureihe 442 am Nürnberger Hauptbahnhof

Streckenverlauf und -beschreibung siehe: Bahnstrecke Nürnberg–Feucht und Bahnstrecke Feucht–Altdorf

Die S 3 verkehrt seit dem 10. Dezember 2023 in dieser Relation. Tagsüber fährt sie in einem 20-Minuten-Takt bis Feucht und einem 20-/40-Minuten-Takt bis Altdorf, der in der Hauptverkehrszeit zu einem 20-Minuten-Takt verdichtet wird.
Zusätzliche Züge zwischen Nürnberg Hauptbahnhof und Nürnberg-Frankenstadion werden bei Großveranstaltungen im Max-Morlock-Stadion, in der ARENA Nürnberg oder am Zeppelinfeld eingesetzt.

Die S-Bahn-Strecke Nürnberg – Feucht – Altdorf ist zwischen Hauptbahnhof und Feucht durchgehend sowie im Bereich des Bahnhofs Ludersheim zweigleisig ausgebaut, der Rest ist eingleisig.

### S 4
| Streckenverlauf S 4 | Streckenverlauf S 4       | Streckenverlauf S 4 |
| km                  | Station                   | Reisezeit           |
| ------------------- | ------------------------- | ------------------- |
| 0,0                 | Nürnberg Hbf              | 0 Min.              |
| 3,0                 | Nürnberg-Schweinau        | 3 Min.              |
| 5,2                 | Nürnberg-Stein            | 6 Min.              |
| 7,7                 | Unterasbach               | 8 Min.              |
| 9,3                 | Oberasbach                | 10 Min.             |
| 12,1                | Anwanden                  | 13 Min.             |
| 14,7                | Roßtal                    | 17 Min.             |
| 15,8                | Roßtal Wegbrücke          | 18 Min.             |
| 20,1                | Raitersaich               | 22 Min.             |
| 25,4                | Heilsbronn                | 26 Min.             |
| 30,3                | Petersaurach Nord         | 30 Min.             |
| 32,5                | Wicklesgreuth             | 32 Min.             |
| 37,0                | Sachsen (b Ansbach)       | 35 Min.             |
| 43,7                | Ansbach                   | 41 Min.             |
| 53,8                | Leutershausen-Wiedersbach | 59 Min.             |
| 67,1                | Dombühl                   | 66 Min.             |
| 78,4                | Schnelldorf               | 73 Min.             |
| 90,5                | Crailsheim                | 84 Min.             |

 Nürnberg Hbf – Crailsheim

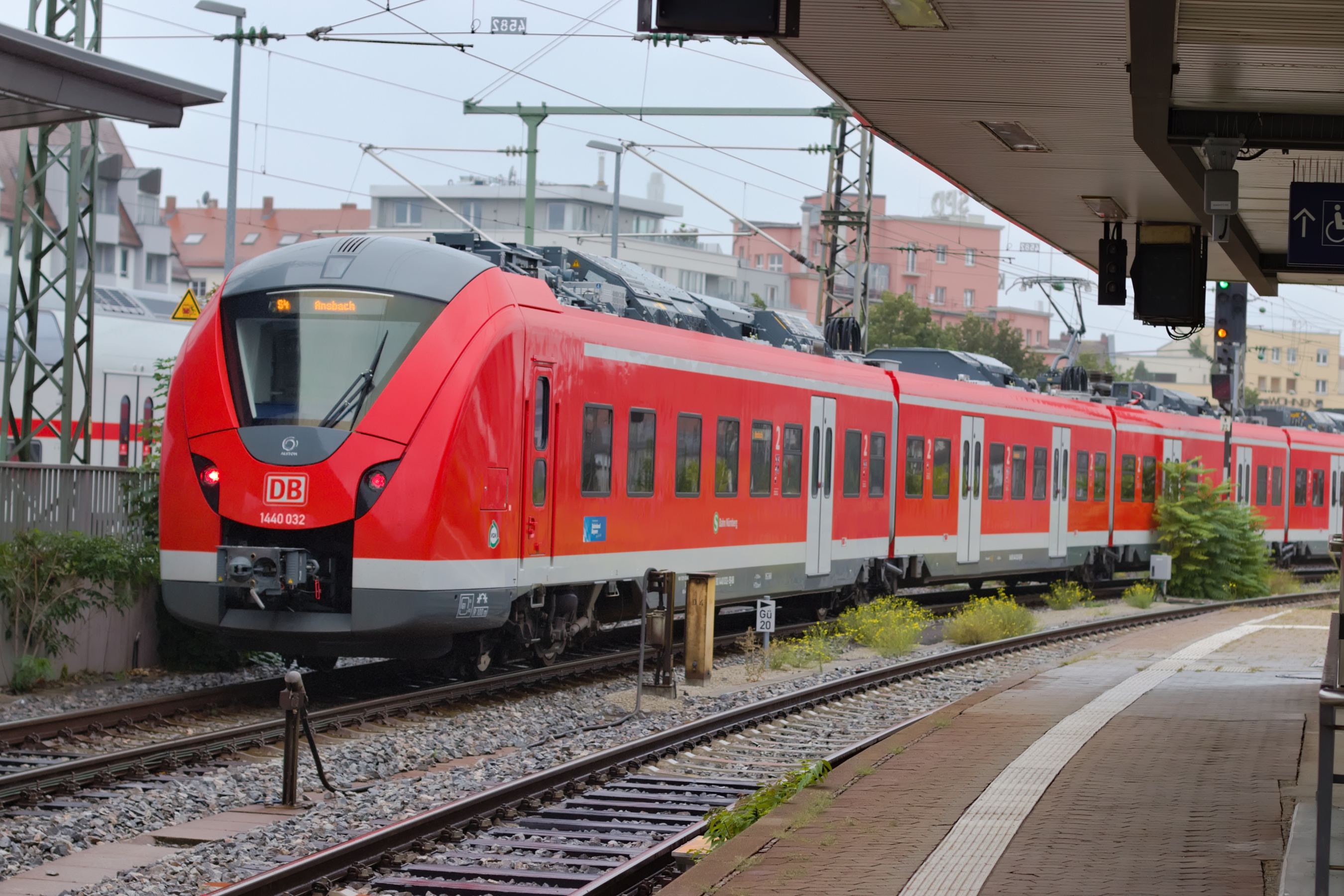
Ausfahrende S 4 im Hauptbahnhof

Streckenverlauf und -beschreibung siehe: Bahnstrecke Nürnberg–Crailsheim
Die S 4 verbindet Nürnberg mit Ansbach im 20-/40-Minuten-Takt, der zur Hauptverkehrszeit zu einem 20-Minuten-Takt verdichtet wird. Im Zwei-Stunden-Takt werden auch Leutershausen-Wiedersbach, Dombühl, Schnelldorf und Crailsheim bedient. Es werden alle Personenbahnhöfe auf der Strecke bedient, die auch zuvor von der Regionalbahn Nürnberg – Ansbach bedient wurden. Die Züge der S 4 verkehren in Nürnberg meist von Gleis 22. Dadurch sind die Umsteigewege von und zu den anderen S-Bahn-Linien bzw. von und zur U- und Straßenbahn, welche im nördlichen Teil des Bahnhofs bzw. auf dessen nördlichen Vorplatz halten, entsprechend lang.

### S 5
| Streckenverlauf S 5 | Streckenverlauf S 5  | Streckenverlauf S 5 |
| km                  | Station              | Reisezeit           |
| ------------------- | -------------------- | ------------------- |
| 0,0                 | Nürnberg Hbf         | 0 Min.              |
| 25,4                | Allersberg (Rothsee) | 15 Min.             |

 Nürnberg Hbf – Allersberg (Rothsee)
Streckenverlauf und -beschreibung siehe: Schnellfahrstrecke Nürnberg–Ingolstadt
Die S 5 verbindet Nürnberg mit Allersberg (Rothsee) montags bis freitags im 60-Minuten-Takt und ersetzt den zuvor die Relation bedienenden Allersberg-Express.
Der Allersberg-Express sollte ab 2018 als S 5 in das S-Bahn-System integriert werden. Zum Fahrplanwechsel im Dezember 2013 wurde das Angebot zunächst in den München-Nürnberg-Express integriert, dies wurde auch im Jahresfahrplan 2019 fortgeführt. Die Integration in das S-Bahn-Netz war zunächst für den 9. Juni 2019 geplant, aufgrund von Fahrzeug-Lieferverzögerungen wurde das Angebot jedoch erst seit Dezember 2020 gefahren. Die Züge der S 5 beginnen und enden in Nürnberg meist an den Gleisen 12 und 13.
Zum Fahrplanwechsel am 10. Dezember 2023 wurde das Angebot der S 5 am Wochenende eingestellt und durch eine Buslinie zwischen Allersberg und Roth (mit Anschluss zum dortigen Regionalverkehr von/nach Nürnberg) ersetzt.

### S 6
| Streckenverlauf S 6 | Streckenverlauf S 6      | Streckenverlauf S 6 |
| km                  | Station                  | Reisezeit           |
| ------------------- | ------------------------ | ------------------- |
| 0,0                 | Nürnberg Hbf             | 0 Min.              |
| 7,5                 | Fürth (Bay) Hbf          | 8 Min.              |
| 10,0                | Fürth-Unterfürberg       | 11 Min.             |
| 13,0                | Fürth-Burgfarrnbach      | 14 Min.             |
| 16,9                | Siegelsdorf              | 18 Min.             |
| 20,8                | Puschendorf              | 21 Min.             |
| 26,1                | Hagenbüchach             | 25 Min.             |
| 31,2                | Emskirchen               | 29 Min.             |
| 39,1                | Neustadt (Aisch) Mitte   | 35 Min.             |
| 40,9                | Neustadt (Aisch) Bahnhof | 38 Min.             |
| 55,6                | Markt Bibart             | 46 Min.             |

 Nürnberg Hbf – Neustadt (– Markt Bibart)
Streckenverlauf und -beschreibung siehe: Bahnstrecke Nürnberg–Bamberg und Bahnstrecke Fürth–Würzburg
Die Linie verkehrt seit dem 12. Dezember 2021 zwischen etwa 5 und 22 Uhr zwischen Nürnberg und Neustadt (Aisch) im Stundentakt, zwei Züge am Morgen Richtung Nürnberg beginnen bereits in Markt Bibart. Montags bis freitags fährt in der morgendlichen Hauptverkehrszeit ein zusätzlicher Zug Richtung Nürnberg, nach 1 Uhr fährt täglich ein Zug nach Neustadt (Aisch). Die Züge der S 6 nutzen in Nürnberg Hbf meist die Gleise 12 bis 14.

## Fahrzeuge

### Zugbildung
Die bei der S-Bahn Nürnberg eingesetzten vierteiligen Triebzüge der Baureihen 442, 1440 und 425 sind rund 70 Meter lang. Als Einfachtraktionen verkehren sie in den Abendstunden sowie an Wochenenden und Feiertagen. In den Hauptverkehrszeiten kommen aufgrund des höheren Fahrgastaufkommens in der Regel Doppeltraktionen zum Einsatz.
Zudem wurden bis 2023 lokbespannte Wendezüge mit einer Länge von rund 115 Metern eingesetzt.

### Aktuell eingesetzte Fahrzeuge
Die Reihenfolge der Zugtypen folgt grob der Chronologie ihrer Ersteinsätze auf dem Netz der Nürnberger S-Bahn.

#### Baureihe 442

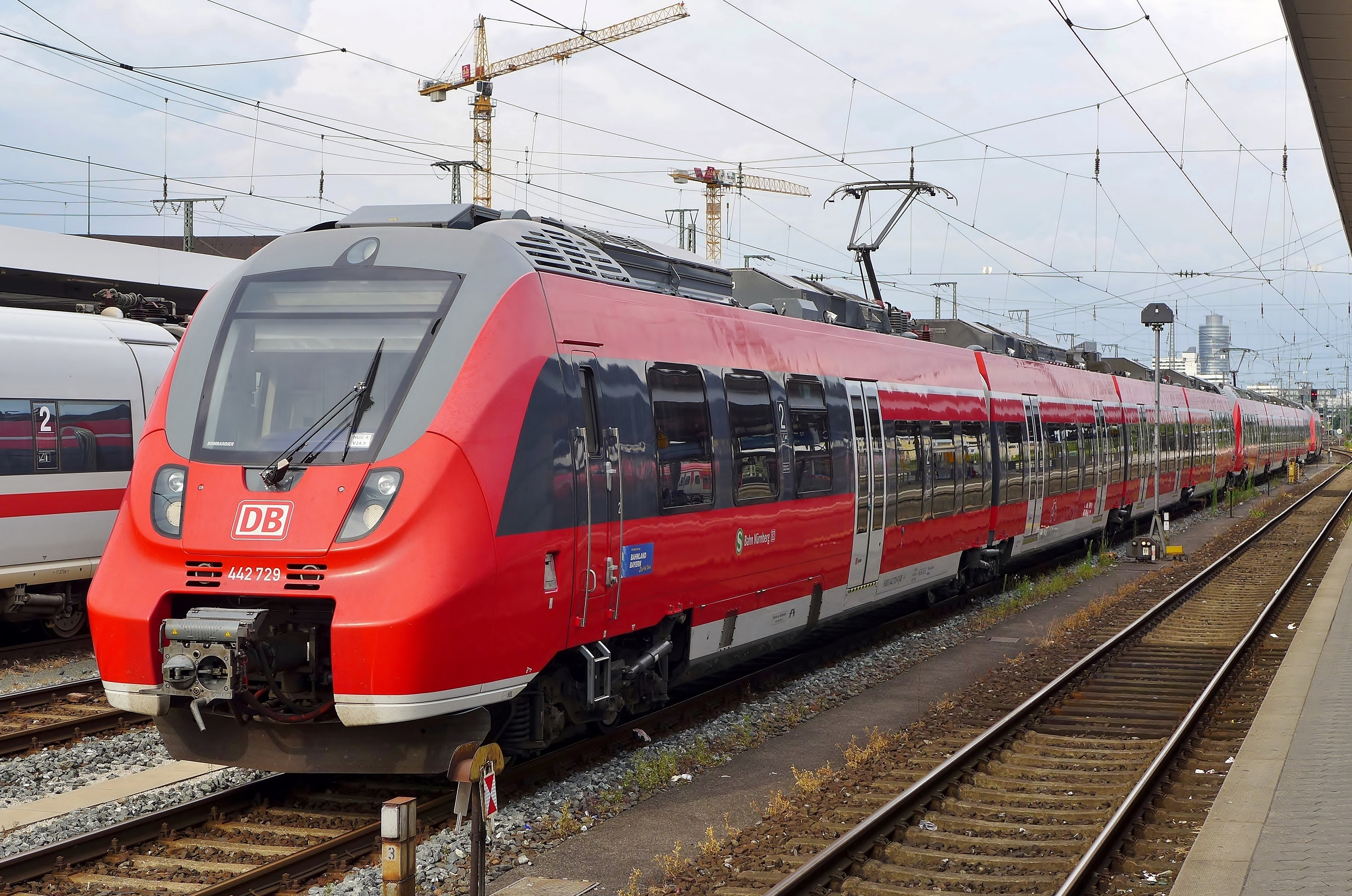
Talent 2 im Hauptbahnhof

In dem im Jahr 2004 abgeschlossenen Verkehrsdurchführungsvertrag zwischen dem Freistaat Bayern und der Deutschen Bahn hat sich die Bahn verpflichtet, im Laufe der Vertragszeit die bis dahin eingesetzten x-Wagen durch moderne Elektrotriebwagen zu ersetzen. Dementsprechend hat die Deutsche Bahn im Oktober 2007 für 170 Millionen Euro die Fertigung von 42 Triebzügen des Typs Talent 2 bei Bombardier Transportation in Auftrag gegeben. Die vierteiligen Triebzüge bieten 215 Sitzplätze in der 2. Klasse, sind klimatisiert und barrierefrei zugänglich, sofern die Bahnsteighöhe bei 76 cm liegt. Am wichtigen Bahnsteig der Gleise 2/3 in Nürnberg Hbf ist das nur im östlichen Bereich der Fall, die Wagen im westlichen Bereich sind für Rollstuhlfahrer nur mit Rampe erreichbar. Die Triebfahrzeuge sollten mit der Inbetriebnahme der neuen S-Bahn-Strecken im Dezember 2010 zur Verfügung stehen, es fehlte aber die Zulassung des Eisenbahn-Bundesamts (EBA). In der ersten Juniwoche 2010 wurden die ersten drei Fahrzeugeinheiten, als Baureihe 442 bezeichnet, zu Schulungszwecken an DB Regio Mittelfranken ausgeliefert, mussten jedoch wegen technischer Mängel bereits nach zwei Wochen wieder an den Hersteller Bombardier zurück überführt werden. Am 3. August 2010 wurde von der Deutschen Bahn bekannt gegeben, dass mit einer Zulassung der neuen Triebzüge bis zum geplanten Einsatzbeginn im Dezember 2010 voraussichtlich nicht mehr zu rechnen sei, das Betriebsprogramm wurde mit der Netzerweiterung im Dezember 2010 stattdessen mit Ersatzzügen gefahren. Im März 2011 wurden die neuen Züge durch das EBA vorerst zugelassen, jedoch mit Betriebseinschränkungen wie einer reduzierten Geschwindigkeit. Infolgedessen lehnte die Bahn die Übernahme ab und der Betrieb wurde weiter mit anderem Wagenmaterial sichergestellt. Am 24. August 2011 bestätigte die Deutsche Bahn, dass Bombardier „in den nächsten Wochen“ alle 42 für Nürnberg bestellten Talent-2-Züge ausliefern werde. Sie sollten zunächst für Schulungs- und Erprobungsfahrten eingesetzt werden. Am 27. Oktober 2011 ist die uneingeschränkte Zulassung der Baureihe 442 vom Eisenbahn-Bundesamt erteilt worden. Zum Fahrplanwechsel im Dezember wurden zunächst zwei Umläufe auf der damaligen S 1 mit Talent 2 gefahren. Seit Anfang April 2012 wurden dann fünf zusätzliche Umläufe der S 1 in Doppeltraktion durchgeführt, so dass insgesamt sieben Zuggarnituren in Doppeltraktion geführt wurden. Die übrigen Umläufe der S 1 wurden weiterhin mit lokbespannten Zügen im Ersatzverkehr durchgeführt. Seit dem 9. Juni 2012 wurden alle Umläufe der S 1 mit Talent-2-Fahrzeugen durchgeführt. Seit Juni 2012 wurde auch die damalige S 3 mit Talent-2-Fahrzeugen in Einzel- und Doppeltraktion gefahren. Dadurch kamen auf der S 4 statt der n-Wagen-Garnituren x-Wagen zum Einsatz. Ab 1. Oktober verkehrten auch auf der S 4 die ersten Triebwagen. Seit dem 18. April 2013 waren alle 42 Züge abgenommen in Nürnberg und kamen zum Einsatz. Für den Einsatz auf der damaligen S 2 mit 96-cm-Bahnsteigen wurden 48 x-Wagen 2011 bis 2012 modernisiert, ab Juli 2012 bestanden alle Züge auf dieser Linie aus diesen modernisierten Wagen.
Bis September 2017 sollten auf allen Linien Talent-2-Triebzüge eingesetzt werden. Noch vorhandene 96-cm-Bahnsteige sollten dazu ab Ende 2016 auf eine Einstiegshöhe von 76 cm umgebaut werden. Das ist bis 2020 nicht geschehen, die Bahnsteiganpassung zwischen Altdorf, Nürnberg und Roth war nunmehr frühestens 2022 vorgesehen[veraltet]. Damit werden die Stationen vorerst nicht barrierefrei sein.
Im Zuge des im Dezember 2018 angelaufenen neuen Verkehrsvertrags, sollten auf den damaligen Linien S 1 und S 2 die bisherigen Talent-2-Triebwagen eingesetzt werden.
In den Einstiegsbereichen der Talent-2-Triebzüge wurde bis 2020 ein zusätzliches dynamisches Fahrgastinformationsdisplay installiert.
Von Dezember 2020 bis zum Tausch der Linienäste verkehrten die 442 in der Regel auf der alten S 2 und der S 3; zum Dezember 2023 wechselte der Einsatz auf die neuen Linien S 1 und S 2.
Seit Dezember 2024 erfolgt ein Einsatz von Triebwagen der Baureihe 442 auf der Linie S 6, welche zuvor auf dem Franken-Thüringen-Express eingesetzt waren.

#### Baureihe 1440

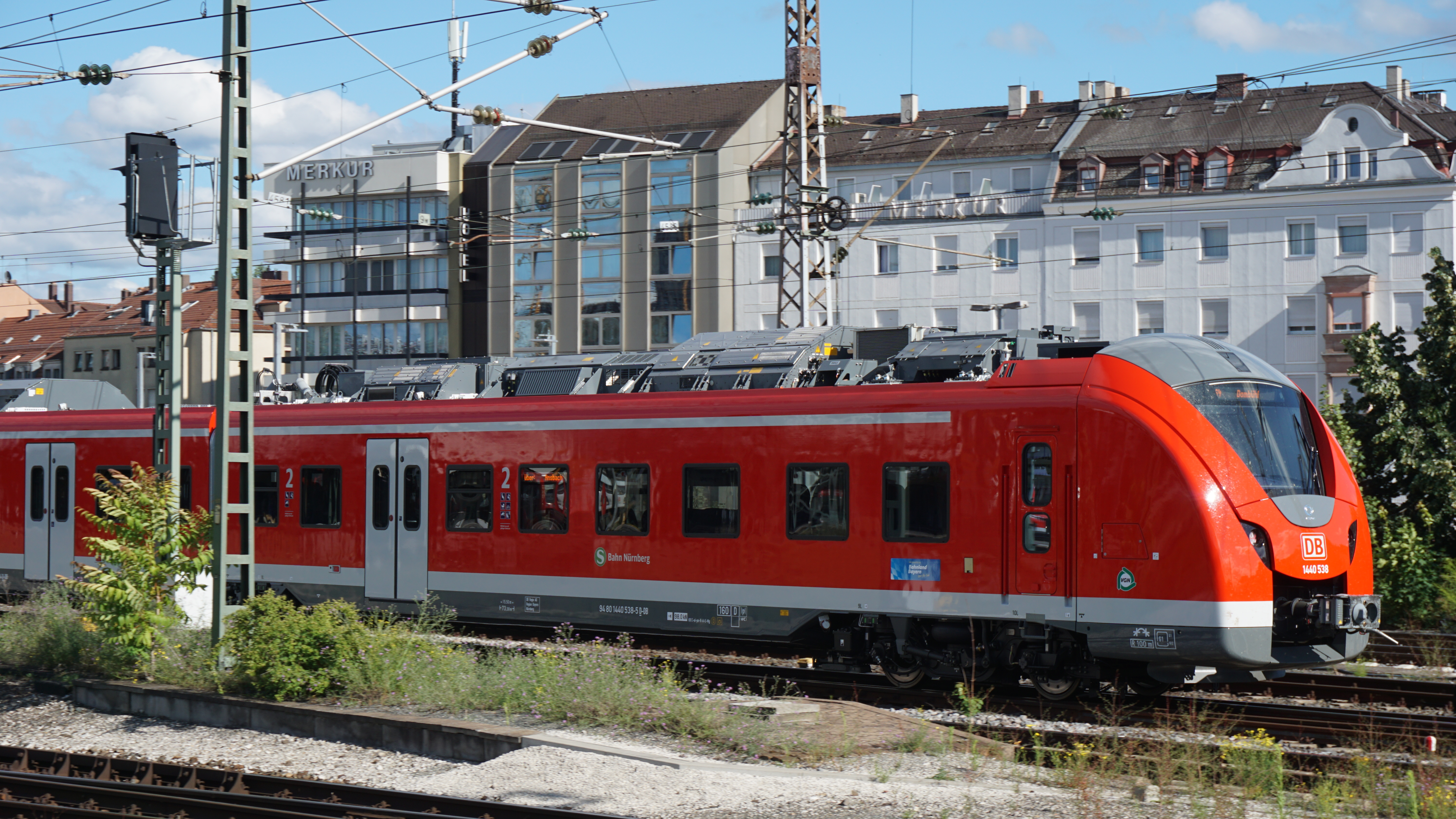
Triebwagen der Baureihe 1440 als S 4 in Nürnberg

Im Zuge des im Dezember 2018 angelaufenen neuen Verkehrsvertrags wurden für die Linien S 3, S 4 und S 5 27 Coradia-Continental-Triebzüge (Baureihe 1440) mit je 230 Sitzplätzen der 2. Klasse bestellt, die seit Dezember 2020 zum Einsatz kommen. Im Juni 2020 waren die ersten Triebzüge auf der S 4 unterwegs. Seit Dezember 2020 fuhren auf der damaligen S 1 fast nur noch Triebwagen der Baureihe 1440, wie auch auf der S 4. Im Unterschied zur Baureihe 442, welche bei der S-Bahn Nürnberg keine Steckdosen für Fahrgäste bereithält, sind diese bei der Baureihe 1440 für jeden (Doppel-)Sitzplatz vorhanden.
Seit Fahrplanwechsel 2023 verkehren nun auf den Linien S 3 bis S 5 die Baureihe 1440; die geänderte Linie S 1 wurde auf die Baureihe 442 umgestellt.

### Ehemals eingesetzte Fahrzeuge und Reservefahrzeuge

#### Baureihe 425

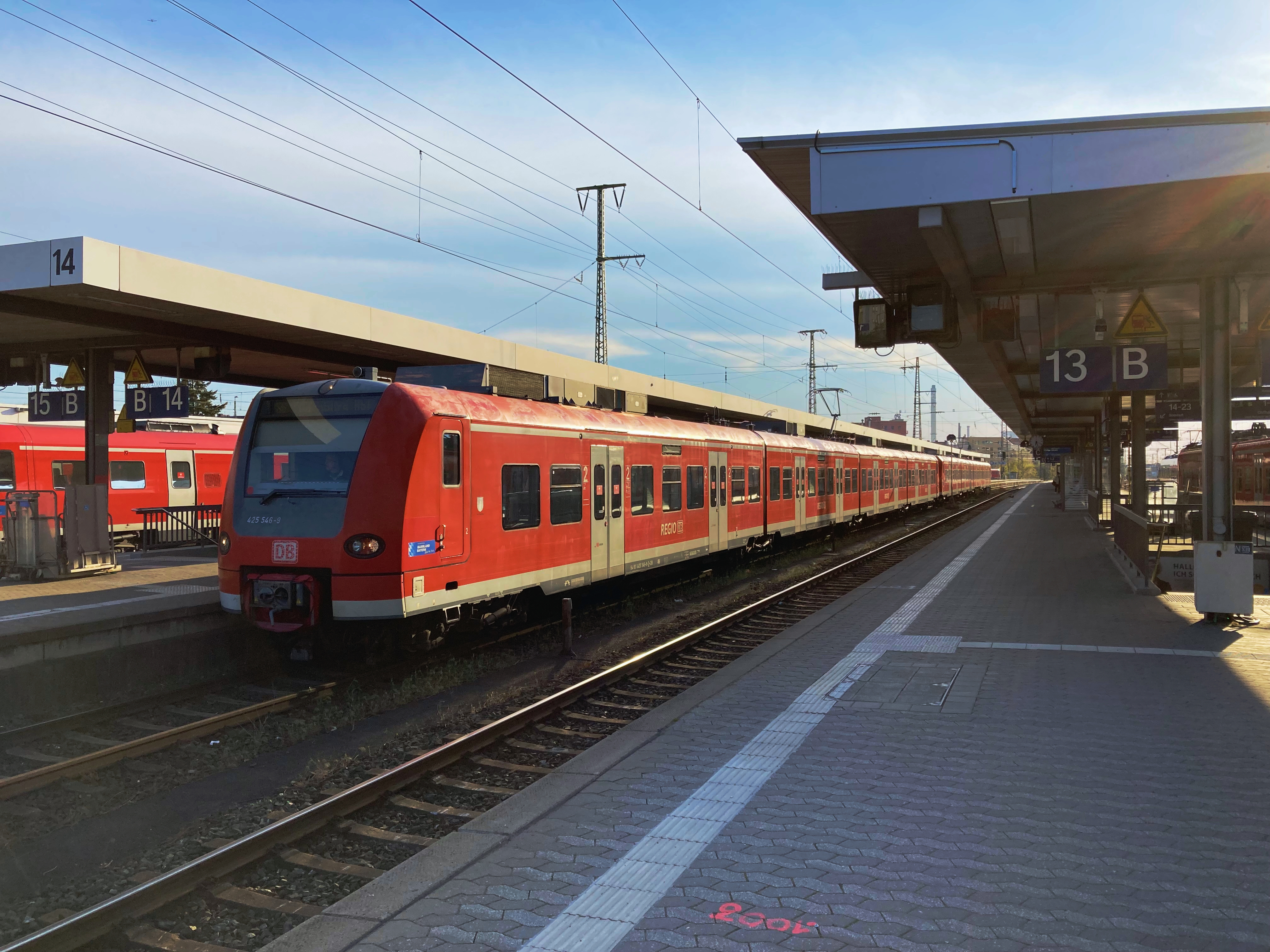
Triebwagen der Baureihe 425 als S 6 in Nürnberg

Mit der Einführung der Linie S 6 begann im Dezember 2021 auf dieser Linie der Einsatz von Fahrzeugen der Baureihe 425. Zum Fahrplanjahr 2025 wurden die Fahrzeuge durch ehemals beim Franken-Thüringen-Express eingesetzte Triebwagen der Baureihe 442 ersetzt.

#### Lokbespannte x-Wagen-Züge

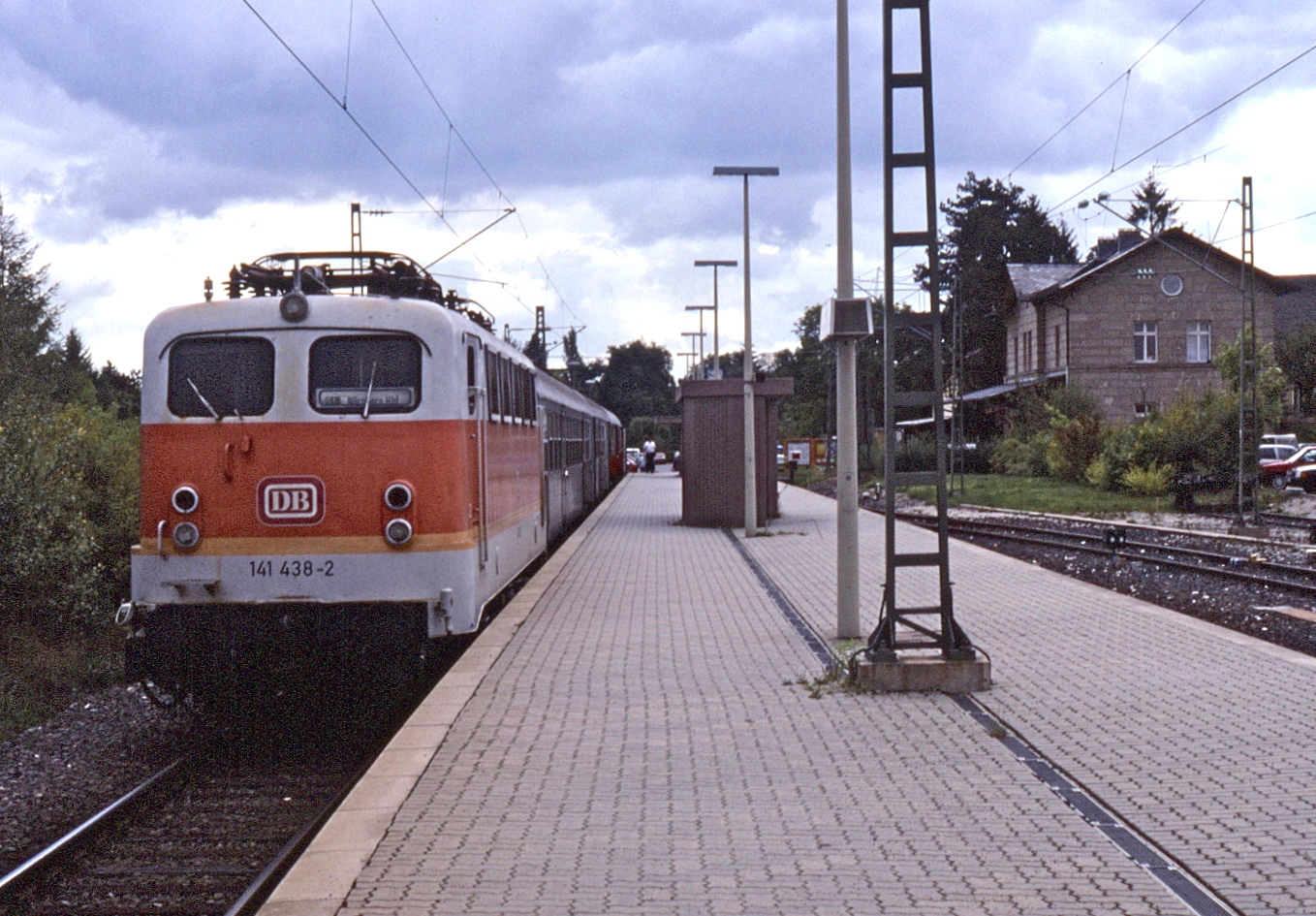
Die Baureihe 141 – hier 1991 in Altdorf – prägte in den ersten Jahren das Gesicht der Nürnberger S-Bahn

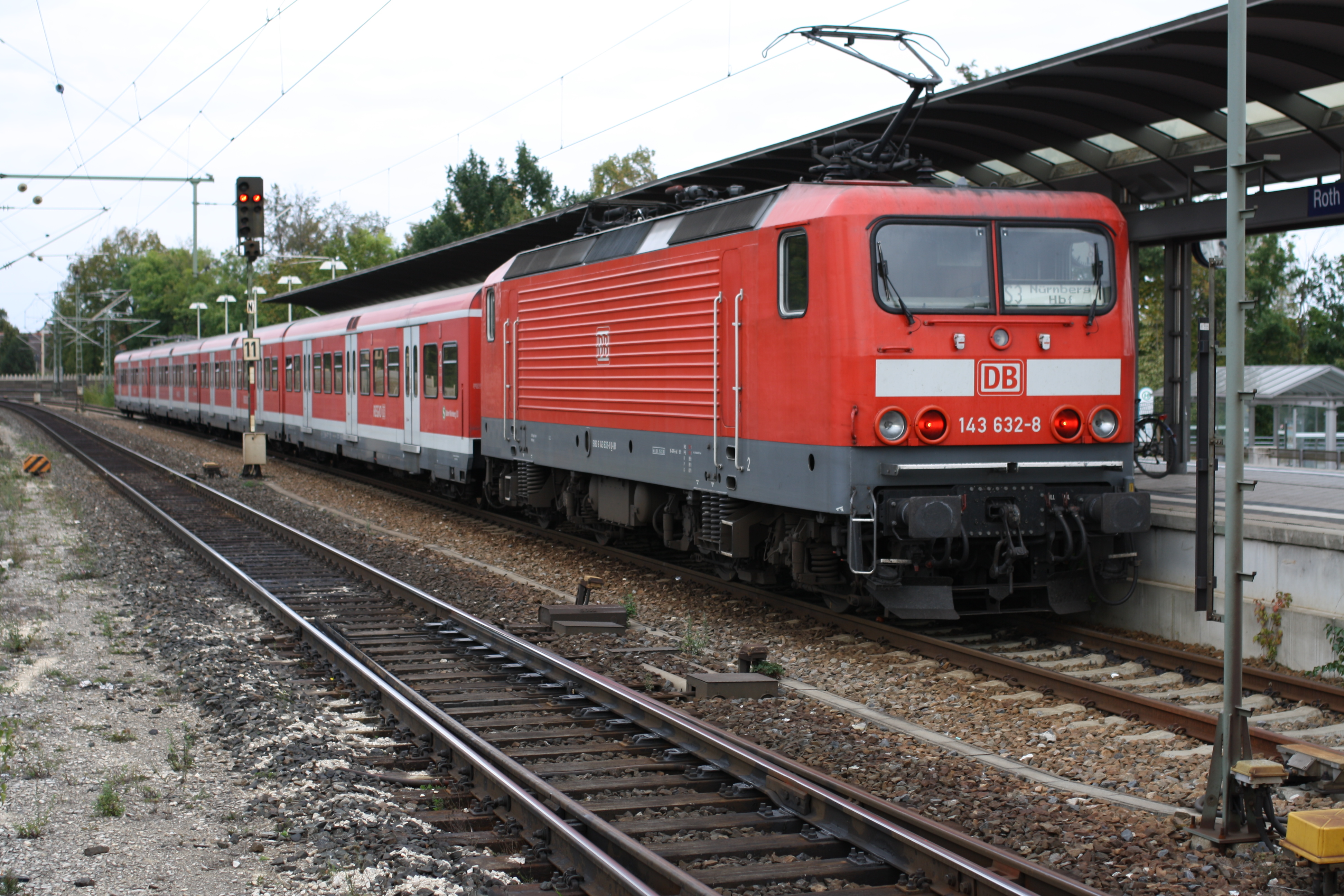
Lokomotive der Baureihe 143 mit x-Wagen im Endbahnhof Roth (2009)

Als die S 1 ihren Betrieb aufnahm, bestand der Fahrzeugpark aus 15 x-Wagen, die zuvor bei der S-Bahn Rhein-Ruhr zum Einsatz gekommen waren, und Elektrolokomotiven der Baureihe 141. Elektrische S-Bahn-Triebwagen, wie sie bereits in den S-Bahn-Netzen von München, Frankfurt oder Stuttgart verkehrten, waren in Nürnberg nicht notwendig, weil das Netz keine steilen (in den genannten Städten bis zu 40 ‰ Steigung) Tunnelrampen aufweist, die eine entsprechend starke Motorisierung und Beschleunigungsfähigkeit erfordert hätten.

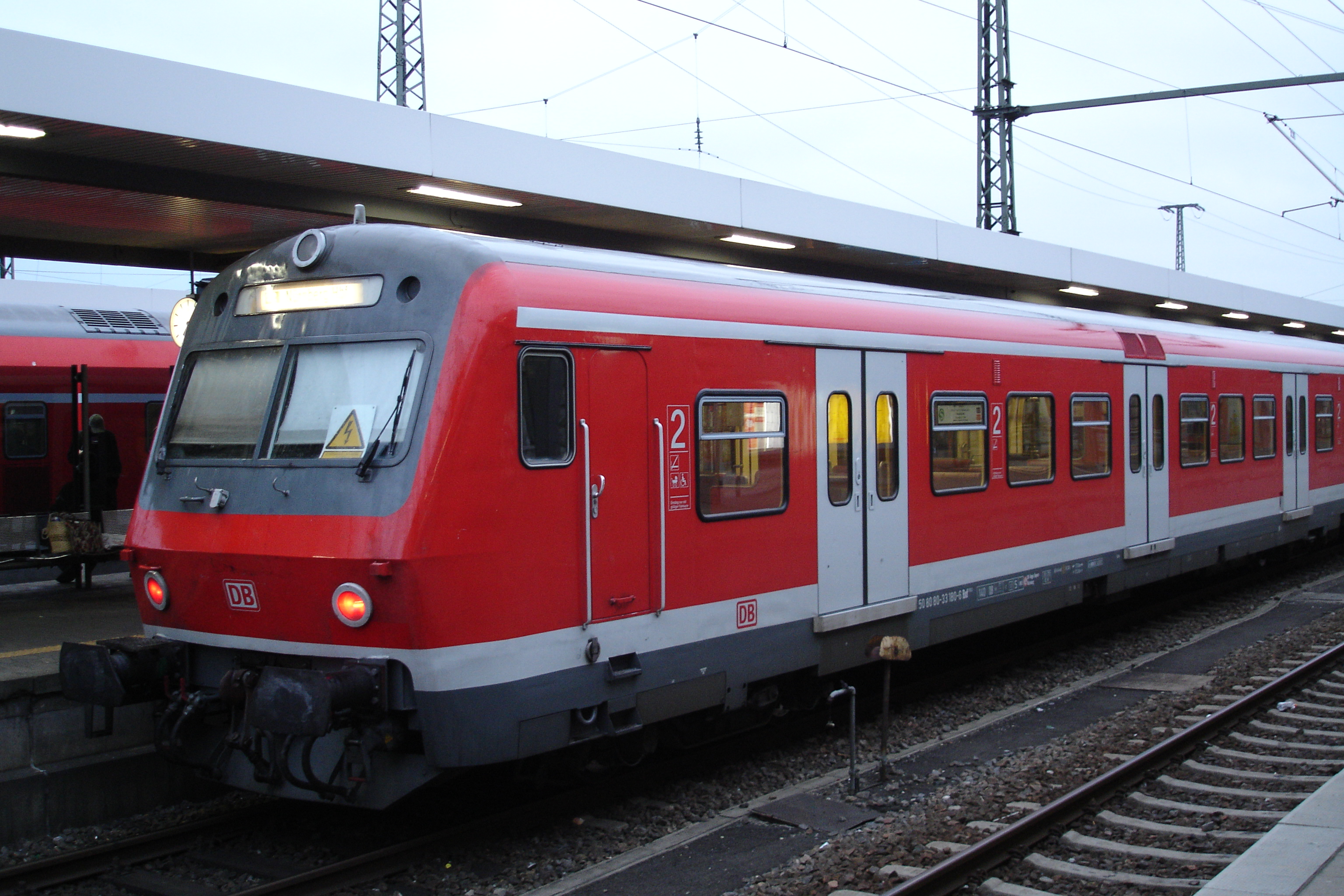
Steuerwagen der S-Bahn Nürnberg

Zu Beginn der 1990er-Jahre erhielt die S-Bahn Nürnberg eigene x-Wagen-Garnituren, die Leihfahrzeuge konnten wieder ins Ruhrgebiet zurückgegeben werden. Nach der Eröffnung der S 2 im Jahre 1992 und dem damit gestiegenen Kapazitätsbedarf mussten neue Wagen angeschafft werden. Die Elektrolokomotiven der Baureihe 141 wurden größtenteils durch die der Baureihe 143 abgelöst, welche ab 1994 den gesamten S-Bahn-Betrieb übernahmen. Seit 2002 kamen nur noch x-Wagen mit 2. Wagenklasse zum Einsatz. Mit der Inbetriebnahme der damaligen S 3 zwischen Roth und Nürnberg 2001 (diese wurde im Dezember 2010 mit der S 2 zu einer Linie zusammengelegt) wurde die Fahrzeugflotte mit einer nochmaligen Nachbeschaffung von x-Wagen erweitert.
Mit der Inbetriebnahme aller neuen Züge der Baureihe 1440 im Dezember 2020 endete der Einsatz der x-Wagen im Regelverkehr des Gesamtnetzes. Drei Garnituren wurden seitdem auf einem morgendlichen S-1-Verstärker Hersbruck(l Pegnitz) – Nürnberg Hbf und auf Stadion-Sonderzügen eingesetzt sowie als Reserve vorgehalten. Da die Baureihe 143 seitdem nicht mehr in Nürnberg beheimatet war, wurde die Baureihe 111 vorgespannt. Am 9. Dezember 2023 endete der x-Wagen-Einsatz mit Abschiedsfahrten auf der langjährigen Stammlinie S 2.

#### Baureihe 423
Da der Reservebestand an x-Wagen in Nürnberg sehr gering war, wurden zu Großereignissen häufig Leihgarnituren der Baureihe 423 der S-Bahn München herangezogen.

## Geschichte

### Übersicht
Die S-Bahn wurde am 26. September 1987 mit Eröffnung der ersten Linie von Nürnberg nach Lauf (links der Pegnitz) in Betrieb genommen und 1992 nach Altdorf bei Nürnberg sowie 2001 nach Roth erweitert. Am 12. Dezember 2010 wurden weitere S-Bahn-Linien nach Ansbach, Neumarkt in der Oberpfalz und Bamberg eröffnet, sowie eine Verlängerung von Lauf nach Hartmannshof in Betrieb genommen. Dies stellt die bislang größte Netzerweiterung dar. Am 10. Dezember 2017 ging die S-Bahn-Verlängerung von Ansbach nach Dombühl und am 13. Dezember 2020 die S-Bahn nach Allersberg in Betrieb. Die S 6 nach Neustadt (Aisch) wurde am 12. Dezember 2021 eingeführt. Mit dem Fahrplanwechsel im Dezember 2023 erfolgte ein Tausch der Linienäste auf S1, S2 und S3; die Linienbezeichnungen im Folgenden beziehen sich immer auf den zum behandelten Zeitpunkt aktuellen Duktus.

### S-Bahn-Vorläufer in den 1960er Jahren
Seit Mitte der 1960er Jahre, mit der Entscheidung der Stadt Nürnberg zum Bau einer U-Bahn, gab es erstmals Forderungen nach einem ergänzenden Schnellbahnsystem für den Großraum Nürnberg/Fürth/Erlangen. Bei der Bundesbahndirektion Nürnberg (BD Nürnberg) gab es etwa zeitgleich erste Überlegungen zur Einführung eines Taktverkehrs auf den von Nürnberg ausgehenden Hauptstrecken. 1969 wurden diese Planungen umgesetzt und der Zugverkehr auf den Strecken nach Siegelsdorf, Forchheim, Hersbruck (links der Pegnitz), Altdorf, Neumarkt, Roth, Heilsbronn und Cadolzburg bis hinunter zu einem 30-Minuten-Takt ausgeweitet. Jedoch stellte sich in den folgenden Jahren heraus, dass das Bestandnetz und der Knoten Nürnberg Hauptbahnhof zu stark belastet waren und die Auslastung der Züge außerhalb der Hauptverkehrszeit hinter den Erwartungen zurückblieb. Dieser Umstand führte ab 1973 wieder zu einer teilweisen Rücknahme dieses verbesserten Angebots. Somit hatte sich gezeigt, dass eine klassische S-Bahn für den Großraum Nürnberg aufgrund der nur mittelmäßigen Verkehrsströme und des bereits ausgelasteten bestehenden Netzes nicht zu realisieren war.

### Planungen für ein S-Bahn-System in den 1970er Jahren
1971 begannen bei der BD Nürnberg die Planungen zur Verbesserung des Nahverkehrs im Großraum Nürnberg, zeitgleich nahmen die der Industrieregion Mittelfranken angehörigen Kommunen die Vorarbeiten für den Generalverkehrsplan auf, der die Forderung nach einer S-Bahn enthielt. Im August 1973 wurde die von der Arbeits- und Planungsgemeinschaft zur vorbereitenden Untersuchung der Integration des öffentlichen Nahverkehrs im Raum Nürnberg – Fürth – Erlangen – Schwabach (APÖN) erarbeitete Denkschrift S-Bahn Nürnberg vorgestellt, die nachdrücklich für ein S-Bahn-System eintrat. Darin wurde erstmals ein S-Bahn-Grundnetz mit den Endpunkten Erlangen, Lauf (links der Pegnitz), Altdorf, Roth und Siegelsdorf skizziert, verbunden mit der Feststellung, dass dies ohne die Erweiterung der bestehenden Bahnanlagen nicht zu verwirklichen sei. Der Denkschrift folgend wurde von der BD Nürnberg am 20. März 1975 die Rahmenplanung für die S-Bahn Nürnberg vorgelegt, die ein 100 Kilometer langes und rund 940 Millionen D-Mark teures S-Bahn-Grundnetz auf eigenem Gleiskörper, mit 20 bzw. 40-Minuten-Takt und zusätzlichen Haltestellen vorsah. Nachdem sich aber herausgestellt hatte, dass die zu tätigenden Investitionen zur Errichtung eigener Gleisanlagen für die geplante S-Bahn in keinem (volks-)wirtschaftlich sinnvollen Verhältnis zur prognostizierten Auslastung des Netzes standen, wurde von der BD Nürnberg ab September 1975 nach Möglichkeiten gesucht, ein wirtschaftliches, maßgeschneidertes Netz zu planen. Zur selben Zeit wurde auch die U-Bahn Nürnberg gebaut bzw. geplant und gerade bei den in den 1970er und 1980er Jahren zur Eröffnung neuer U-Bahn-Stationen heraus gegebenen „U-Bahn Heften“ wurde oftmals auch die S-Bahn als zweites städtisches Schnellbahnsystem hervorgehoben.
Im Mai 1978 wurden die Planungen für eine Baustufe vorgestellt, die zunächst nur die Linie von Roth über Nürnberg Hauptbahnhof nach Feucht und die Fernbahnspange Roth – Feucht vorsah. Diese 1. Baustufe wurde dann aus wirtschaftlichen und betrieblichen Erwägungen heraus um die Strecke Nürnberg – Lauf (links der Pegnitz) sowie die Verlängerung von Feucht nach Altdorf erweitert und am 13. Oktober 1978 in das Mittelfristige Finanzierungsprogramm 1978–1982 aufgenommen. Konkret geplant wurden die drei heute bestehenden Linien ab 1979, wofür Investitionskosten von 725 Millionen D-Mark (Preisstand: 1978) veranschlagt wurden. Probleme ergaben sich allerdings bei der prozentualen Aufteilung der Zuschüsse zwischen Bund und Land, die erst durch die Zusage der Stadt Nürnberg, sich an den Kosten zu beteiligen, ausgeräumt werden konnten. Damit übernahm die Bundesrepublik Deutschland 435 Millionen D-Mark (ca. 56 %), der Freistaat Bayern 272 Millionen D-Mark (ca. 35 %) und die Stadt Nürnberg 68 Millionen D-Mark (ca. 8 %) der veranschlagten Kosten von 775 Millionen D-Mark.

### Realisierung der 1. Baustufe

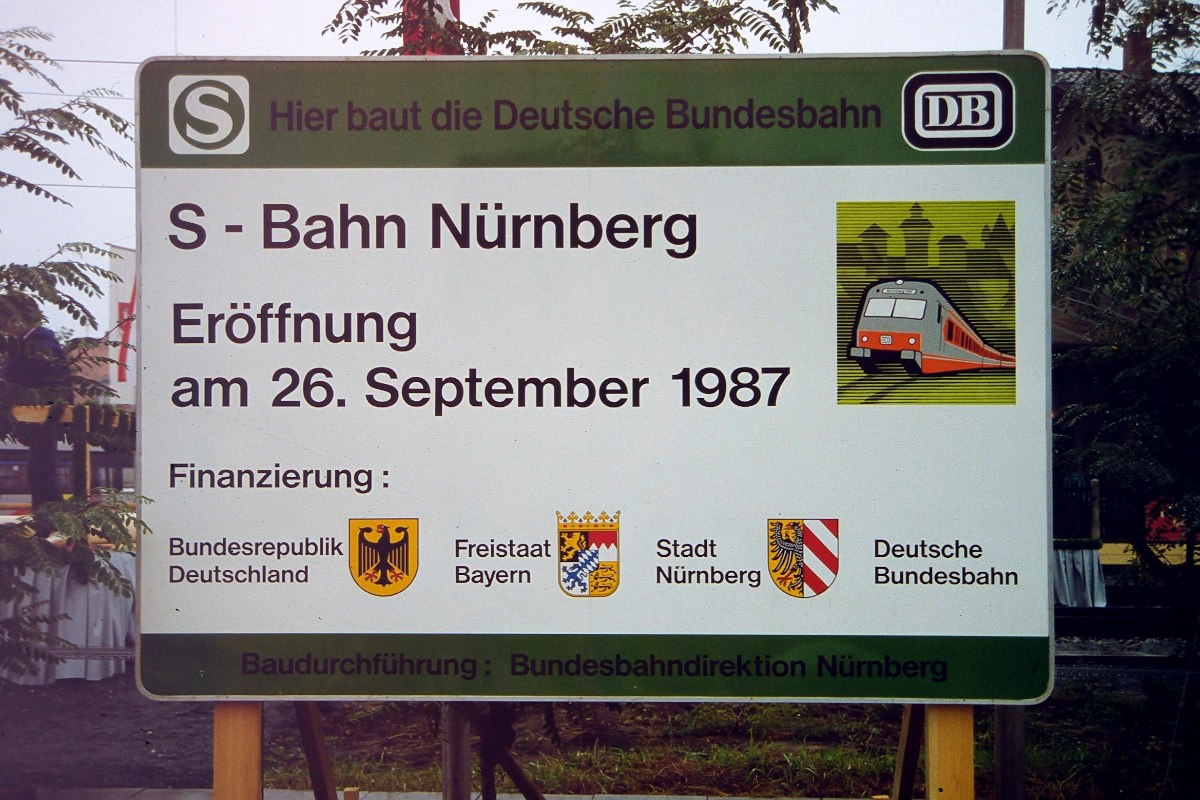
Bautafel der S 1, September 1987

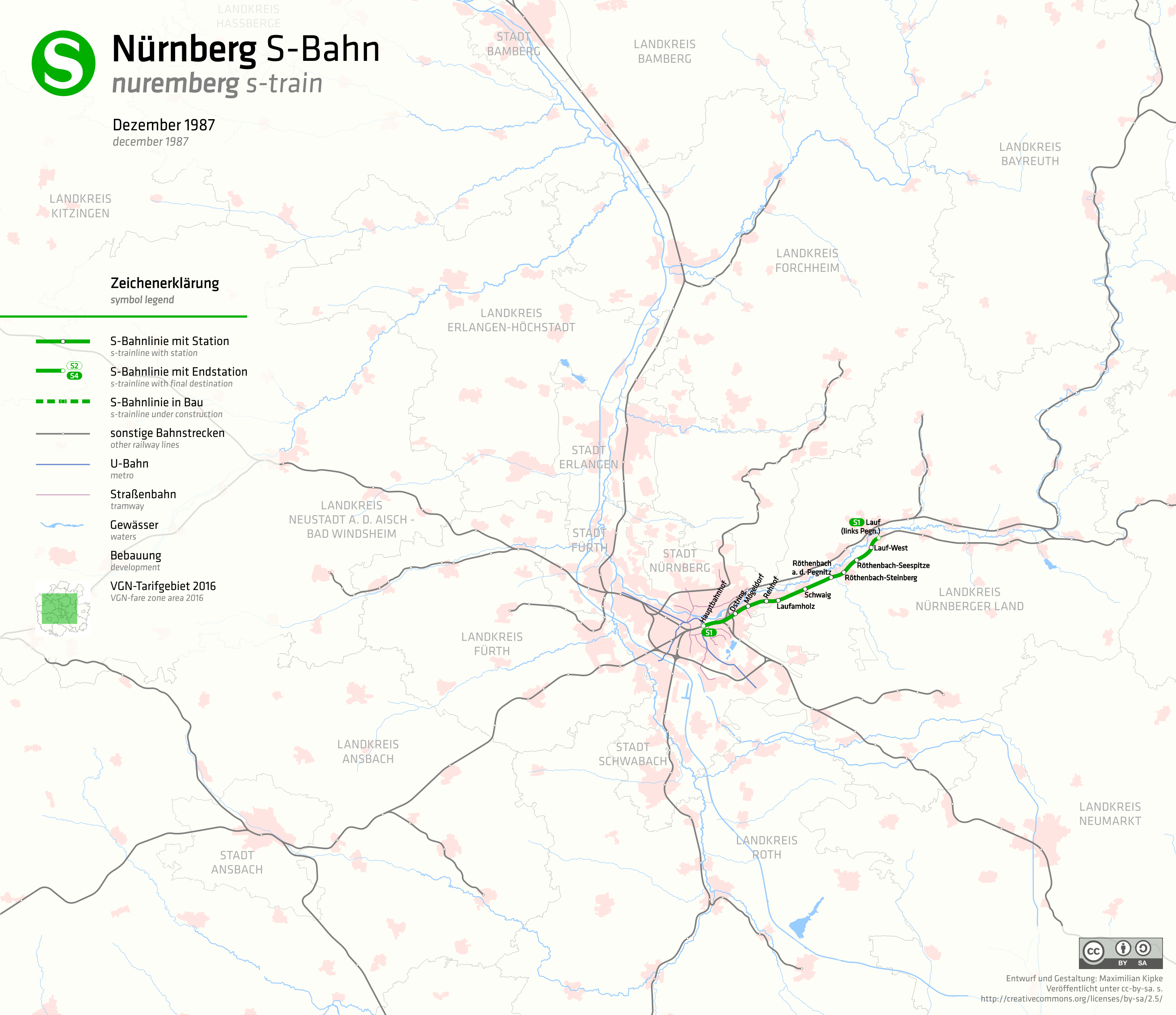
S-Bahn-Netz im Dezember 1987: Eröffnung der S 1

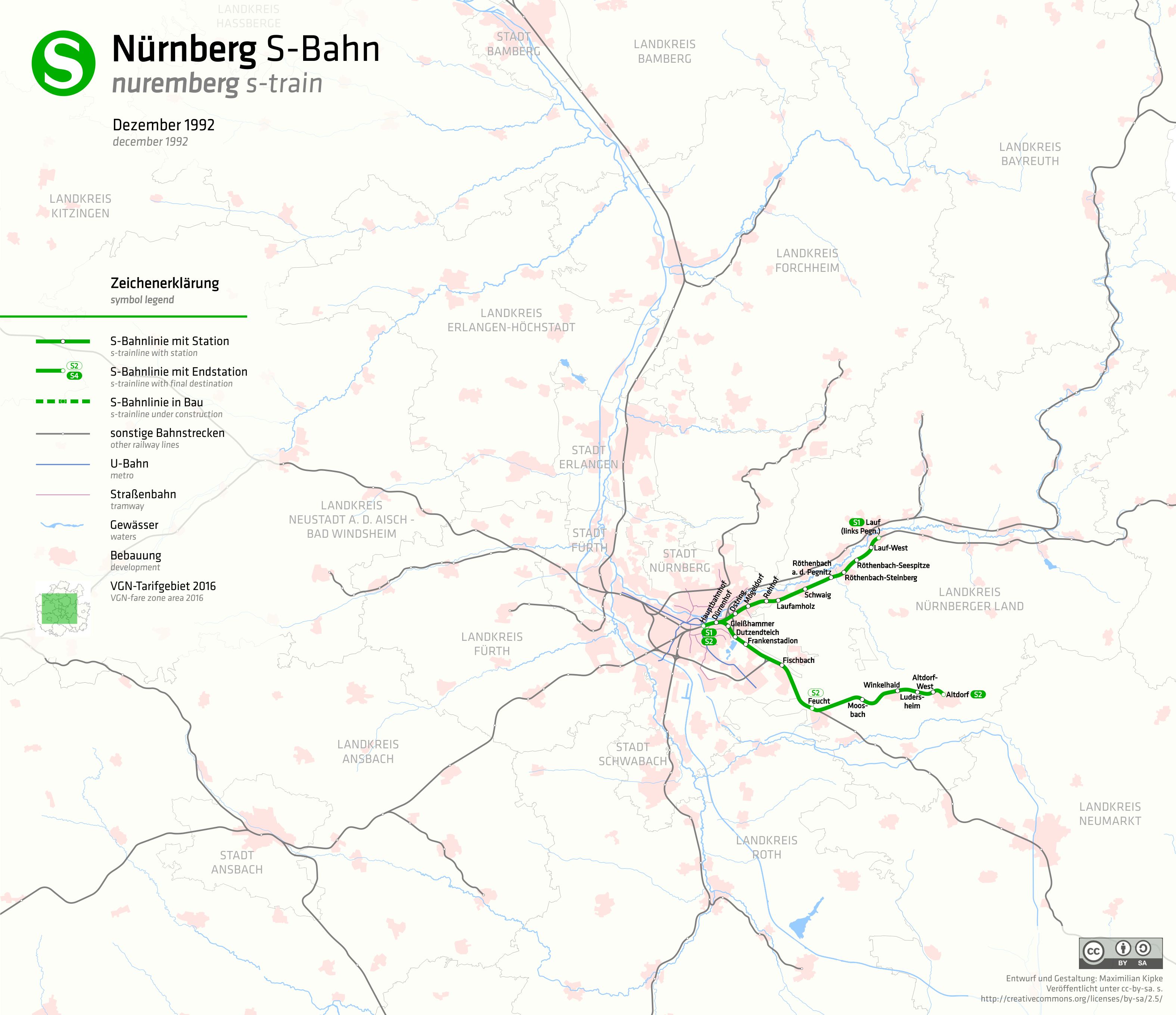
S-Bahn-Netz im Dezember 1992: Eröffnung der S 2

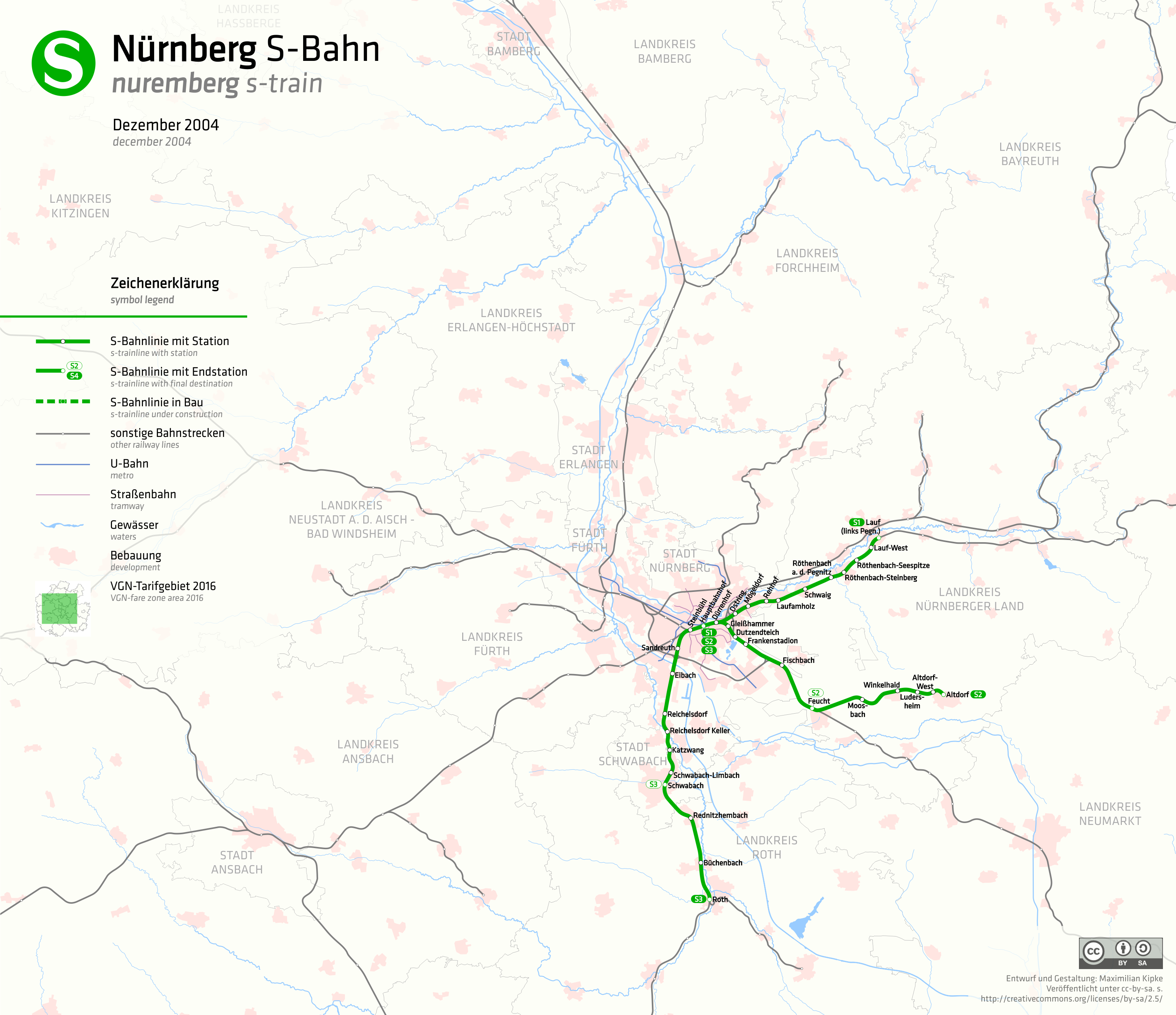
S-Bahn-Netz im Dezember 2004: Eröffnung der S 3 und Abschluss der 1. Baustufe

Am 2. November 1981 wurde der 1. Vertrag über Bau und Finanzierung der S-Bahn Nürnberg unterzeichnet. In einer ersten Baustufe waren darin die Linien zwischen Nürnberg und Altdorf, Lauf bzw. Roth enthalten. Als optionale weitere Bestandteile dieses Grundnetzes waren auch die Strecken Nürnberg–Fürth–Erlangen und Fürth–Siegelsdorf hinterlegt. Weitere Ergänzungsstrecken wurden zu dieser Zeit im Rahmen des Gesamtverkehrsplans Großraum Nürnberg (GVGN) erwogen, beispielsweise Feucht–Neumarkt, Nürnberg–Heilsbronn und Erlangen–Forchheim.
Im Anschluss an die Vertragsunterzeichnung begannen die Detailplanungen seitens der BD Nürnberg. Nachdem am 9. November 1982 der Investitionsantrag für die 1. Baustufe beim Bundesministerium für Wirtschaft eingereicht wurde, erfolgte am 1. Oktober 1983 der erste Spatenstich für die Linie S 1 nach Lauf. Die Betriebsaufnahme fand am 26. September 1987 statt, gleichzeitig entfielen auf der Bahnstrecke Nürnberg–Irrenlohe fast alle Regionalbahn-Halte zwischen Nürnberg und Lauf, nur einzelne Stationen werden auch heute noch in der Hauptverkehrszeit von Regionalbahn-Zügen bedient. Tags darauf trat der Verkehrsverbund Großraum Nürnberg in Kraft.
Der weitere Ausbau des Netzes Richtung Altdorf und Roth verzögerte sich wegen der ungeklärten Trassenführung der seit Anfang der 1980er geplanten Schnellfahrstrecke von Nürnberg nach München. Zur Auswahl stand hierbei der Ausbau der Bahnstrecke Treuchtlingen–Nürnberg inklusive Bau einer 21 km langen Fernbahn-Ersatzstrecke Fischbach – Roth oder eine Neubaustrecke über Ingolstadt als Abzweig von der Bahnstrecke Regensburg–Nürnberg. Da beide Varianten zu einer erhöhten Auslastung der dann mitbenutzten bestehenden Strecken geführt hätten, wären eigene Gleise für die S-Bahn notwendig geworden. Um aber die Realisierung der S 2 (Nürnberg – Altdorf) nicht weiter zu verzögern, wurde 1987 eine von den Schnellfahrstrecken-Planungen unabhängige Trasse (die Bahnstrecke Nürnberg–Feucht) vorgestellt und genehmigt, so dass mit den Bauarbeiten am 15. Juni 1988 begonnen werden konnte. Ebenfalls im Sommer 1988 begannen die umfangreichen Bauarbeiten im Bereich des Nürnberger Hauptbahnhofs zur Verlegung der S-Bahn-Linie S 1 von den Gleisen 18/19 auf die Gleise 2/3, um die Umsteigebeziehungen zur U-Bahn und Straßenbahn zu verbessern. Zum Fahrplanwechsel im September 1990 wurde die Trasse zusammen mit dem neuen Haltepunkt Nürnberg-Dürrenhof in Betrieb genommen; die geplanten Investitionen beliefen sich auf 140 Millionen D-Mark. Am 21. November 1992 startete die S 2 nach Altdorf. Auf der Strecke nach Neumarkt und Regensburg entfielen jetzt die Regionalbahnhalte zwischen Hauptbahnhof und Feucht, diese werden ausschließlich von der S-Bahn bedient. Neu hinzu kam der Bahnhof Nürnberg Frankenstadion.
Nachdem 1991 eine Neubaustrecke nach Ingolstadt (mit einer anschließenden Ausbaustrecke nach München) beschlossen wurde, bestand wieder Planungsfreiheit für die S-Bahn nach Roth, so dass am 29. Juni 1994 die Bauarbeiten beginnen konnten. Mit der Inbetriebnahme der S-Bahn am 9. Juni 2001 wurden an der Bahnstrecke Nürnberg–Augsburg bis auf die Bahnhöfe Schwabach und Roth alle Unterwegshalte im Personenverkehr stillgelegt und von der parallel verlaufenden S-Bahn bedient. Durch die nachträgliche Eröffnung des Haltepunkts Nürnberg-Steinbühl am 5. September 2004 konnte die 1. Baustufe abgeschlossen werden.
In den 2001 abgeschlossenen Ausbau wurden 740 Millionen DM investiert. Prognosen gingen von einem Fahrgastaufkommen von 20.000 Menschen pro Tag auf der neuen Linie aus, zusätzlich zu 10.000 Reisenden in Regionalexpress-Zügen von und nach Roth bzw. Schwabach. Der Freistaat Bayern bestellte 400.000 zusätzliche Zugkilometer für den S-Bahn-Betrieb.
Das S-Bahn-Netz bestand bis zum 11. Dezember 2010 aus den Linien:
| Linie | Laufweg                         | Strecken                           |
| ----- | ------------------------------- | ---------------------------------- |
| S1    | Nürnberg – Lauf (links Pegnitz) | Nürnberg–Irrenlohe (Teilstück)     |
| S2    | Nürnberg – Feucht – Altdorf     | Nürnberg–Feucht und Feucht–Altdorf |
| S3    | Nürnberg – Schwabach – Roth     | Nürnberg–Roth                      |

### Weiterer Ausbau– 2. Baustufe und Ergänzungsnetz

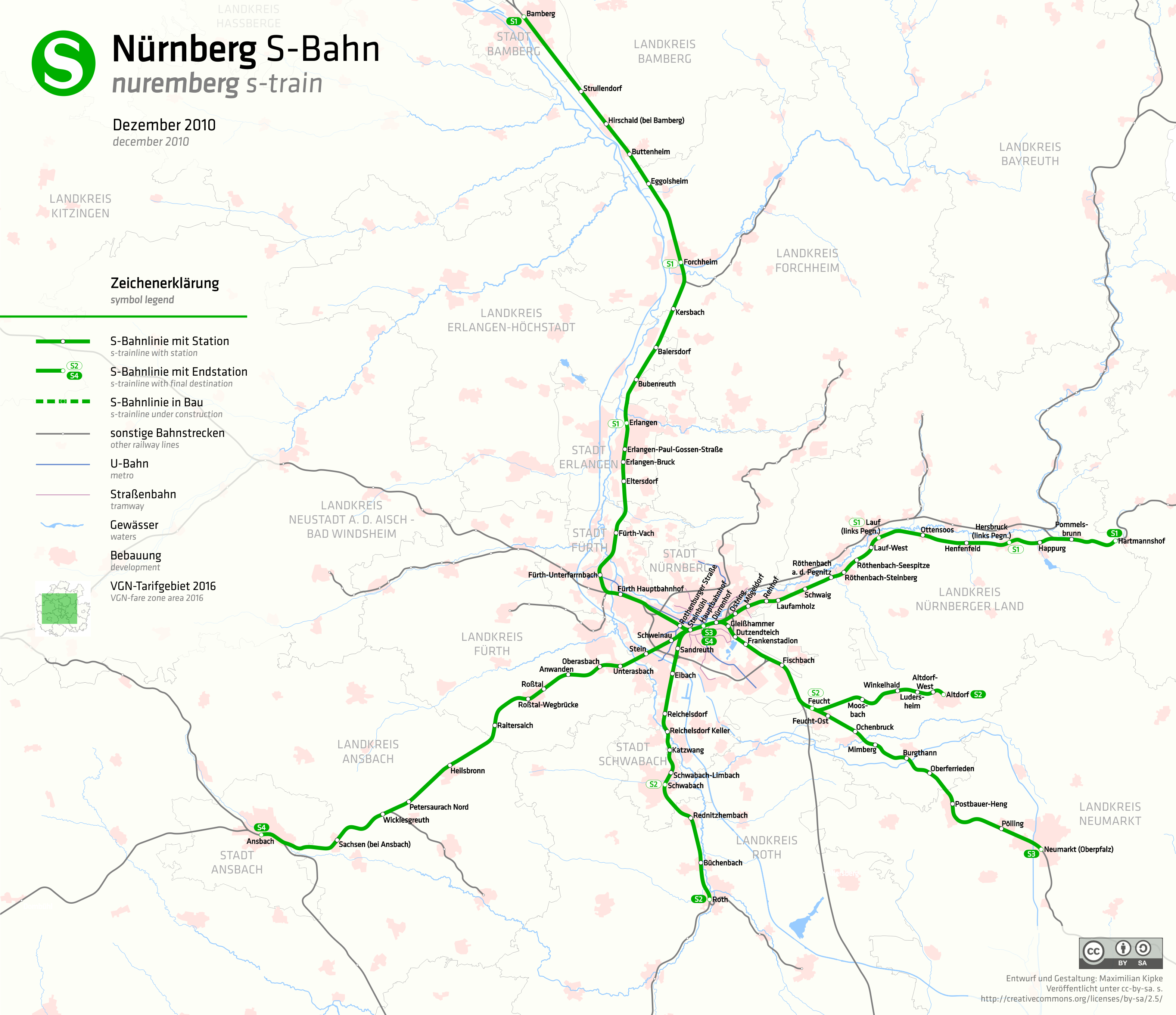
S-Bahn-Netz im Dezember 2010: Eröffnung der 2. Baustufe

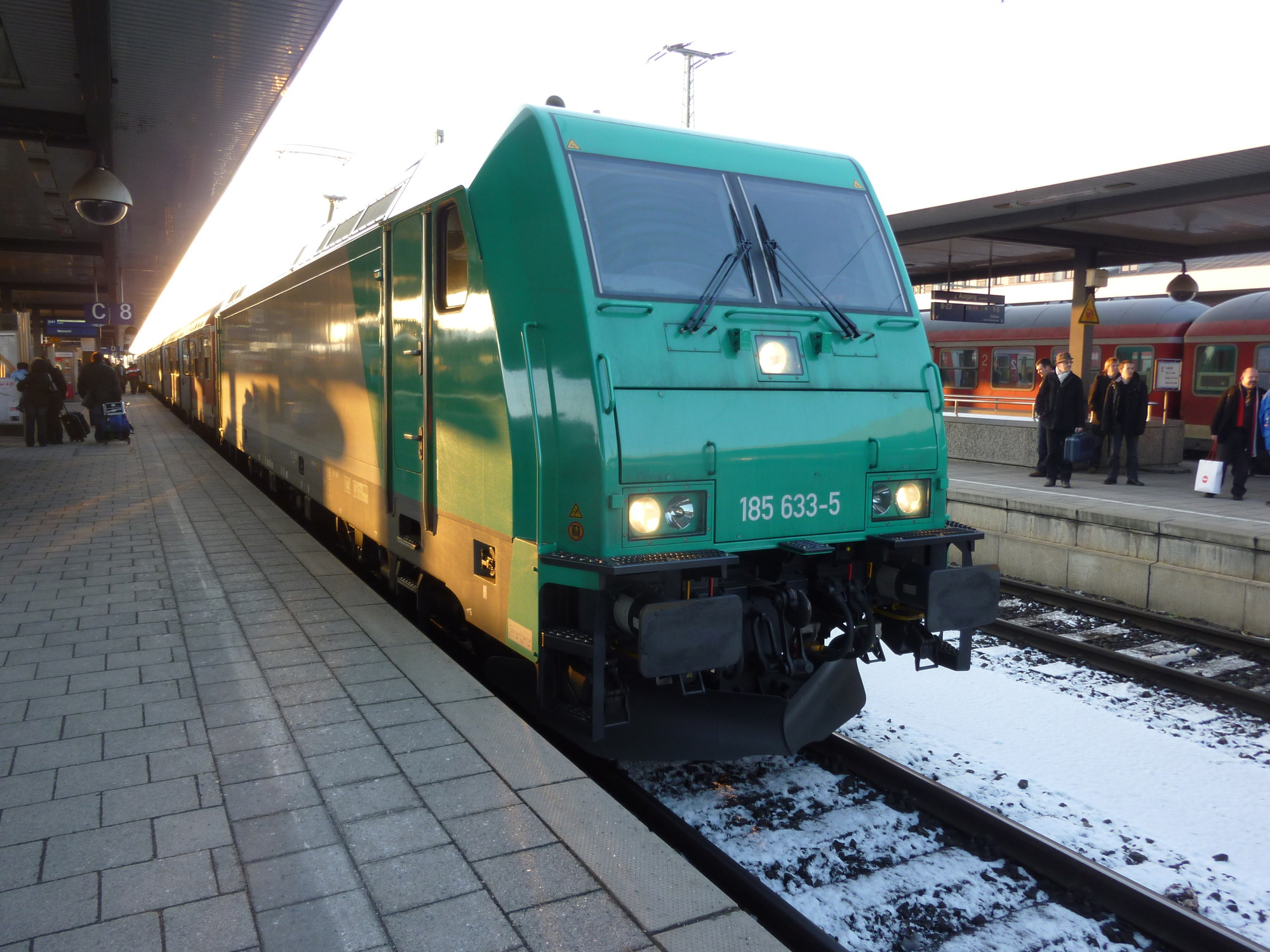
Alpha Trains 185-633 im S-Bahn-Ersatzbetrieb in Nürnberg Hbf (2011)

Bereits seit Ende der 1990er wurden die Strecken nach Ansbach, Forchheim und Neumarkt sowie die Erweiterung der S 1 nach Hartmannshof geplant, jedoch sorgten Finanzierungsschwierigkeiten von Seite des Bundes immer wieder für Planungsverzögerungen. Erst 2005 wurden diese Planungen wieder konkretisiert, die Fertigstellung aller Erweiterungen wurden schließlich für das Ende des Jahres 2010 (Linien nach Ansbach, Neumarkt, Lauf – Hartmannshof) bzw. 2016 (Linie nach Bamberg, Vorlaufbetrieb bereits ab 2010) angestrebt. Im Beisein des damaligen bayerischen Staatsministers für Wirtschaft und Verkehr Erwin Huber erfolgte am 10. August 2006 der erste Spatenstich für die S-Bahn nach Forchheim. Am 4. September 2007 wurden die Finanzierungsverträge für die anderen drei Erweiterungen von ihm und dem Vorstandsvorsitzenden von DB Netz, Volker Kefer, unterzeichnet. Das Investitionsvolumen für den Ausbau der drei Strecken, einschließlich des barrierefreien Ausbaus aller Stationen, beläuft sich auf knapp 200 Millionen Euro. Im Endausbau wird die Länge des Streckennetzes von 67 auf 206 Kilometer steigen.
Der Ausbau der Infrastruktur für die Linien nach Neumarkt (S 3) und Ansbach (S 4) umfasste überwiegend die Anpassung der Gleis- und Signalanlagen für höhere Geschwindigkeiten und einen dichteren Blockabstand. Die bestehenden Stationen entlang der beiden Strecken wurden (bzw. werden) auf die S-Bahn-üblichen Standardanforderungen (140 Meter lange und 76 Zentimeter hohe Bahnsteige mit barrierefreien Zugängen) gebracht, neu errichtet wurde an der S 3 der Haltepunkt Feucht Ost. Im November 2005 ging das neue elektronische Stellwerk in Neumarkt in Betrieb, dessen Bedienung aus der Betriebszentrale München erfolgt. Für die Baumaßnahmen zwischen Nürnberg und Ansbach wurden 92 Millionen Euro, für die zwischen Nürnberg und Neumarkt 63 Millionen Euro aufgewendet. Die bestehende S 1 wurde von Lauf (links der Pegnitz) über Hersbruck (links der Pegnitz) nach Hartmannshof verlängert. Dafür wurde der eingleisige Streckenabschnitt zwischen Lauf und Hersbruck wieder mit einem zweiten Gleis versehen und die Strecke bis einschließlich Hartmannshof elektrifiziert. Die Haltepunkte in Ottensoos und Pommelsbrunn wurden näher an die Ortszentren herangerückt, in Happurg entstand ein neuer Haltepunkt. Die dafür nötigen Investitionen beliefen sich auf 55 Millionen Euro. Dazu kamen noch einmal 6 Millionen Euro, um die 85 bzw. 96 Zentimeter hohen Bahnsteige der bestehenden Stationen zwischen Nürnberg und Lauf an die neue Höhe von 76 Zentimetern anzupassen. Auf dem neuen Westast der S 1 ging die erste Stufe des geplanten Betriebskonzepts an den Start. Zwischen Nürnberg und Fürth wurde ein separates S-Bahn-Gleis errichtet, das aber erst nach Abschluss der Bahnsteigbauarbeiten am Haltepunkt Rothenburger Straße am 18. Dezember 2010 in Betrieb gegangen ist. Die Stationen zwischen Nürnberg und Bamberg wurden, teilweise provisorisch, abhängig vom weiteren Ausbau der geplanten Schnellfahrstrecke Richtung Erfurt bzw. dem geplanten Verschwenk zwischen Fürth-Stadeln und Erlangen-Eltersdorf, von 38 Zentimeter an die neue Ziel-Bahnsteighöhe von 76 Zentimeter angepasst. Die Investitionssumme für die bereits realisierten und die noch zu errichtenden Infrastrukturmaßnahmen beläuft sich auf insgesamt 180 Millionen Euro.
Das erweiterte, nun 229 Kilometer lange und 75 Stationen umfassende S-Bahn-Netz ging zum 12. Dezember 2010 in Betrieb. Der wegen der ungünstigen Witterung verzögerte Ausbau für ein zweites Gleis zwischen Fischbach und Feucht (S 2/S 3) wurde im April 2011 abgeschlossen. Der Haltepunkt Nürnberg Rothenburger Straße (S 1 – Umstieg zu U2 und U3) ging im Mai 2011 in Betrieb, der bis zum Bau des Verschwenks provisorisch für die S-Bahn herzurichtende Halt Vach (S 1) am 1. Juli 2011. Des Weiteren war, nach deren Zulassung, die schrittweise Umstellung vom Ersatzkonzept mit lokbespannten Wendezügen auf die neuen Triebzüge vom Typ Talent 2 vorgesehen. Dieser war im Juni 2012 auf der S 1 und der S 3 sowie im Dezember 2012 auf der S 4 erfolgt.
Die Erweiterung des Haltepunkts Nürnberg-Steinbühl für die Linie S 1 (mit Umsteigemöglichkeit zur Straßenbahn) wurde am 28. Dezember 2012 in Betrieb genommen. Die noch nicht fertiggestellten Haltepunkte Petersaurach-Nord und Oberasbach (S 4) sollten nach Beseitigung von niveaugleichen Übergängen ursprünglich im Jahr 2012 realisiert werden, wurden tatsächlich aber erst im September 2014 (Petersaurach Nord) bzw. September 2015 fertiggestellt. Der Haltepunkt Erlangen Paul-Gossen-Straße an der S 1 wurde zum Fahrplanwechsel im Dezember 2015 in Betrieb genommen.
Der Bayerische Oberste Rechnungshof hat 2016 festgestellt, dass unzureichende Planungen und Nachträge beim S-Bahn-Ergänzungsnetz Nürnberg zu erheblichen Mehrkosten führten, die im Wesentlichen die öffentliche Hand getragen hat.
Das S-Bahn-Netz bestand bis zum 10. Dezember 2017 aus den Linien:
| Linie | Laufweg | Strecken                                            |
| ----- | --- | --------------------------------------------------- |
| S1    | Bamberg – Forchheim – Erlangen – Nürnberg – Lauf (links Pegnitz) – Hersbruck (links Pegnitz) – Hartmannshof | Nürnberg–Bamberg und Nürnberg–Irrenlohe (Teilstück) |
| S2    | Roth – Schwabach – Nürnberg – Feucht – Altdorf                                                              | Nürnberg–Roth, Nürnberg–Feucht und Feucht–Altdorf   |
| S3    | Nürnberg – Neumarkt                                                                                         | Regensburg–Nürnberg (Teilstück)                     |
| S4    | Nürnberg – Ansbach                                                                                          | Nürnberg–Crailsheim (Teilstück)                     |

### Ausschreibung und Vergabe 2015
Nachdem die Bayerische Eisenbahngesellschaft (BEG) im Februar 2015 beabsichtigte, den Betrieb der S-Bahn Nürnberg an National Express zu vergeben, klagte DB Regio gegen den Zuschlag an National Express. Nach mehreren gerichtlichen Verfahren und nach dem Rückzug von National Express aus dem Wettbewerb im Oktober 2016, erhielt DB Regio im Januar 2017 den Zuschlag für den Weiterbetrieb der S-Bahn Nürnberg bis 2030.

### 3. Baustufe und Ausweitung des S-Bahnbetriebes
Bereits 2009 erfolgte die Planungsvereinbarung über die Anbindung von Leutershausen und Dombühl an das S-Bahn-Netz. Erst 2016 wurde die Finanzierung der 23 Kilometer langen S-Bahn-Verlängerung geregelt, sodass am 23. März 2017, am Bahnhof Leutershausen der erste Spatenstich gesetzt werden konnte. Die Inbetriebnahme am 10. Dezember 2017 erfolgte gleichzeitig mit der Ausweitung des Busnetzes. Zudem wurden P+R-Plätze eingerichtet. Durch diese Baumaßnahmen vergrößert sich das S-Bahn-Netz auf 247 Kilometer.
Im April 2018 schrieb die BEG die Linie Nürnberg Hbf – Neustadt (Aisch) für einen S-Bahn-Betrieb ab Dezember 2021 bis Dezember 2030 aus. Abgesehen von den Fahrzeugen ergaben sich gegenüber dem bisherigen Angebot keine Veränderungen. Im April 2019 wurde der Auftrag an die DB Regio AG vergeben.
Am dem 12. Dezember 2021 bis zum Tausch der Linienäste 2023 bestand das S-Bahn-Netz aus den Linien:
| Linie | Laufweg | Strecke                                                     |
| ----- | --- | ----------------------------------------------------------- |
| S1    | Bamberg – Forchheim – Erlangen – Nürnberg – Lauf (links Pegnitz) – Hersbruck (links Pegnitz) – Hartmannshof | Nürnberg–Bamberg und Nürnberg–Irrenlohe (Teilstück)         |
| S2    | Roth – Schwabach – Nürnberg – Feucht – Altdorf                                                              | Nürnberg–Roth, Nürnberg–Feucht und Feucht–Altdorf           |
| S3    | Nürnberg – Neumarkt                                                                                         | Regensburg–Nürnberg (Teilstück)                             |
| S4    | Nürnberg – Ansbach – Dombühl                                                                                | Nürnberg–Crailsheim (Teilstück)                             |
| S5    | Nürnberg – Allersberg (Rothsee)                                                                             | Nürnberg–Ingolstadt (Teilstück)                             |
| S6    | Nürnberg – Neustadt an der Aisch                                                                            | Nürnberg–Bamberg (Teilstück) und Fürth–Würzburg (Teilstück) |

### Einführung des Nachtverkehrs

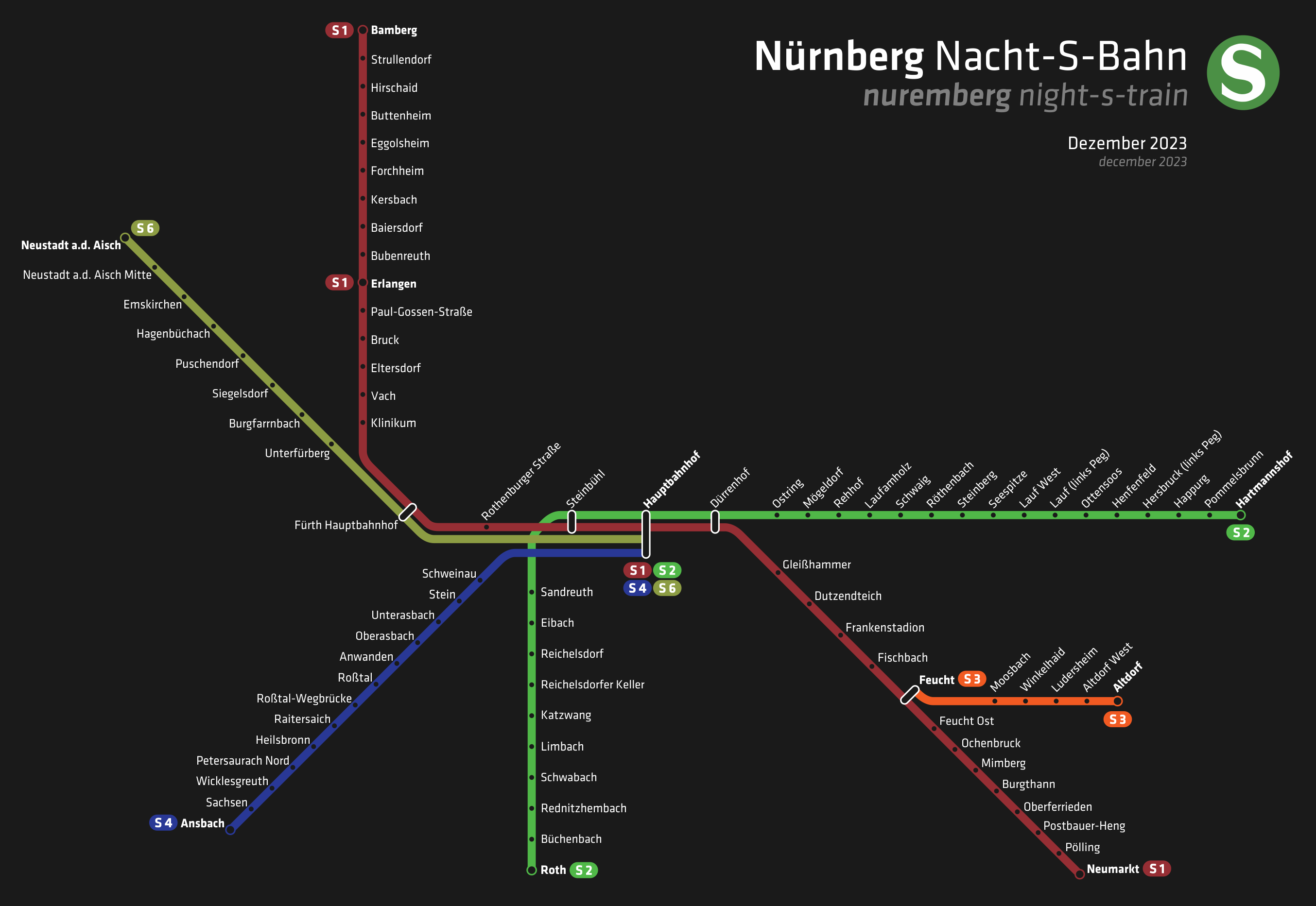
S-Bahnnetzplan in der Nacht

Seit dem Fahrplanwechsel am 11. Dezember 2022 verkehren, zusätzlich zu den Nachtbussen (Nightliner), auch die S-Bahnen am Wochenende in der Nacht. Hierbei gibt es ab Nürnberg Hauptbahnhof auf allen Linien, mit Ausnahme der S5 auf Grund prognostizierter zu geringer Nachfrage, zusätzliche Abfahrten um 1 Uhr, 2 Uhr und 3 Uhr.
Das Nachtnetz umfasst folgende Linien:
| Linie | Laufweg | Stationen | Fahrzeit in min | Länge in km | Takt in min |
| ----- | --- | --------- | --------------- | ----------- | ----------- |
| S1    | Bamberg – Forchheim – Erlangen – Fürth – Nürnberg Hauptbahnhof – Feucht – Neumarkt                         | 34        | 97              | 98,8        | 60          |
| S2    | Roth – Schwabach – Nürnberg Hauptbahnhof – Lauf (links Pegnitz) – Hersbruck (links Pegnitz) – Hartmannshof | 30        | 71              | 52,5        | 60          |
| S3    | Feucht – Altdorf                                                                                           | 6         | 15              | 11,6        | 60          |
| S4    | Nürnberg Hauptbahnhof – Roßtal – Heilsbronn – Wicklesgreuth – Ansbach                                      | 14        | 41              | 43,2        | 60          |
| S6    | Nürnberg Hauptbahnhof – Fürth – Neustadt an der Aisch                                                      | 10        | 40              | 41,3        | 60          |

### Tausch der Linienäste
Mit dem Fahrplanwechsel am 10. Dezember 2023 wurden die Linien S1, S2 und S3 neu organisiert. Hierbei wurde der S1 östlich von Nürnberg Hbf die Strecke nach Neumarkt in der Oberpfalz (vorher S3) zugeordnet. Der bisherige Ostast der S1 nach Hartmannshof auf der linken Pegnitzstrecke wurde der S2 zugeordnet. Dadurch verblieb der bisherige Ostast der S2 als „neue S3“ mit westlichem Endbahnhof Nürnberg Hbf. Im Ergebnis fährt also die neue S1 von Bamberg nach Neumarkt, die neue S2 von Roth nach Hartmannshof und die neue S3 von Nürnberg nach Altdorf. Bei den Linien S4, S5 und S6 erfolgte keine Veränderung der Laufwege.
Verlängerung der S 4 nach Crailsheim
Am 12. April 2018 hat der Wirtschaftsausschuss des bayerischen Landtags einen Antrag zur Prüfung der Verlängerung der S-Bahn nach Crailsheim angenommen. Auch auf baden-württembergischer Seite gab es schon im März 2018 von Jutta Niemann (Bündnis 90/Die Grünen) einen Antrag zur Verlängerung der S 4. Hierzu mussten die Bahnhöfe Schnelldorf und Crailsheim barrierefrei aus- und umgebaut, zusätzliche Fahrzeuge bestellt und weitere Anpassungen an der Strecke und in den Bahnhöfen vorgenommen werden.
Am 4. Dezember 2020 wurde eine Absichtserklärung unterzeichnet, um die S-Bahn Nürnberg ab Ende 2024 bis Crailsheim zu führen. Am 15. Dezember 2024 ging die Verlängerung in Betrieb.

## Ausblick

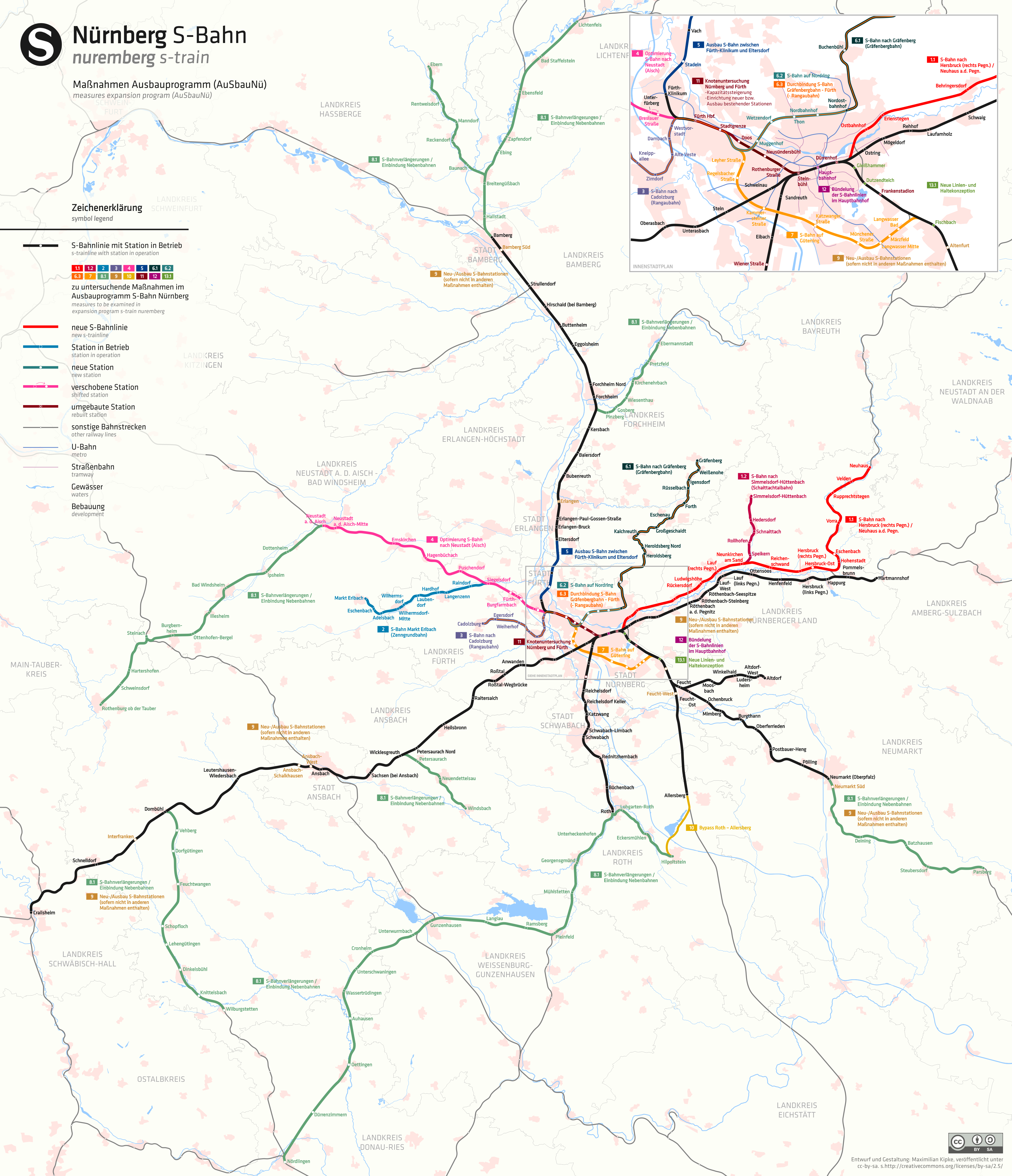
Untersuchte Maßnahmen des Ausbauprogramm S-Bahn Nürnberg (AuSbauNü)

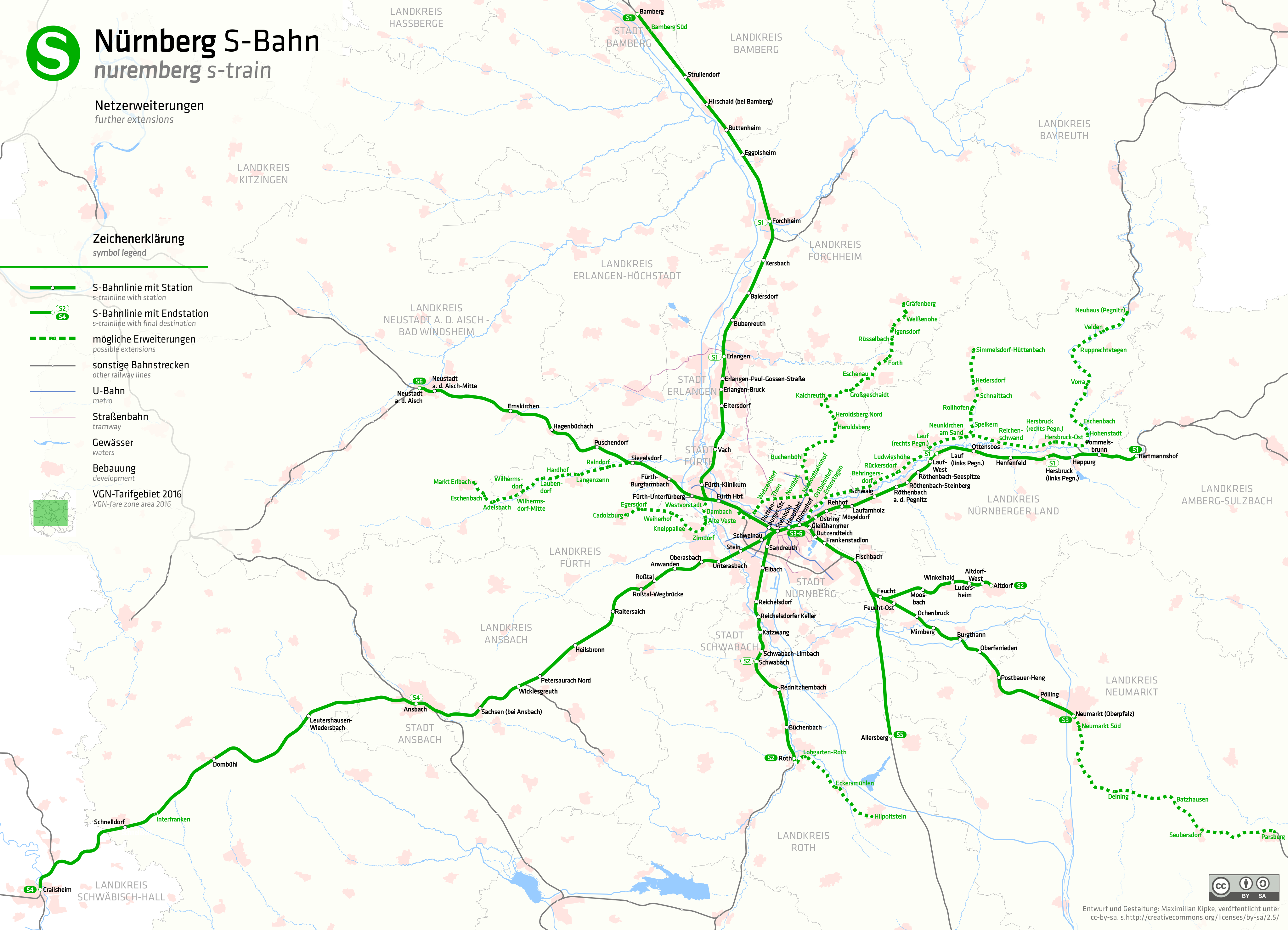
S-Bahn-Netz mit geplanten Erweiterungen vor Einleitung des Ausbauprogramm S-Bahn Nürnberg (AuSbauNü)

### Ausbauprogramm S-Bahn Nürnberg (AuSbauNü)
Die Bayerische Staatsregierung beauftragte Anfang 2020 für zwei Millionen Euro eine Machbarkeitsstudie Ausbauprogramm S-Bahn Nürnberg (AuSbauNü). Die Studie mit dem Ziel, eine gesamthafte Infrastrukturausbaustrategie für die Region Nürnberg zu entwickeln, soll eine wegweisende Planungsgrundlage schaffen und insgesamt 31 Maßnahmen untersuchen. Damit sollen anstehende Projekte, wie die Sektoren West (Cadolzburg, Markt Erlbach, Neustadt (Aisch)) und Ost (Simmelsdorf-Hüttenbach, Hersbruck, Neuhaus) vorangetrieben werden sowie eine Vielzahl neuer Maßnahmen auf ihre verkehrliche Wirksamkeit, betriebliche und bautechnische Machbarkeit und auf ihre wirtschaftliche Darstellbarkeit hin untersucht werden. In das zu untersuchende Ausbauprogramm sind alle wesentlichen Forderungen der Stadt Nürnberg an eine zukunftsorientierte S-Bahnausbauplanung aufgenommen, insbesondere die Durchbindung der Gräfenbergbahn über den Nordring nach Fürth. Erste Ergebnisse wurden im Oktober 2024 vorgestellt, eine Beendigung wird Ende 2025 angestrebt.
Der nächste Verkehrsvertrag soll im Dezember 2030 in Kraft treten. Der erwartete Umfang beträgt zunächst 8,1 Millionen Zugkilometer pro Jahr.

#### [1] Einführung S-Bahn: Nürnberg – Neuhaus a.d.Pegnitz / Simmelsdorf-Hüttenbach (Korridor Nordost)
In Zusammenhang mit der geplanten Elektrifizierung der Bahnstrecke Nürnberg–Cheb wurde 2008 vom Bayerischen Wirtschaftsministerium eine Studie zur Realisierung einer S-Bahn auf der rechten Pegnitzstrecke zwischen Nürnberg und Neuhaus an der Pegnitz sowie der Strecke entlang der Schnaittach nach Simmelsdorf-Hüttenbach in Auftrag gegeben und einen Nutzen-Kosten-Faktor von 1,29 für einen 30/60-Minuten-Takt ermittelt. Im Dezember 2018 lief der Verkehrsvertrag mit der DB Regio Mittelfranken über das Dieselnetz Nürnberg aus. Nach einer Ausschreibung wurde ein neuer bis 2031 abgeschlossen.
Im April 2021 wurde zwischen dem Freistaat Bayern und der Deutschen Bahn eine Vereinbarung über den Planungsbeginn eines weiteren S-Bahn-Angebots von Nürnberg nach Simmelsdorf-Hüttenbach beziehungsweise nach Hersbruck rechts der Pegnitz und Neuhaus a.d. Pegnitz unterzeichnet.
Im Zuge des Ausbauprogramms S-Bahn Nürnberg ist unter Berücksichtigung der „Korridoruntersuchung Sektor Nordost“ die Einführung eines S-Bahn-Verkehrs von Nürnberg nach Neuhaus an der Pegnitz [1.1] beziehungsweise Simmelsdorf-Hüttenbach [1.2] zu untersuchen. Die verkehrliche Wirkung, insbesondere das Nutzen-Kosten-Verhältnis gemäß standardisierter Bewertung, ist unter Berücksichtigung anderer Untersuchungen, wie dem geplanten Ausbau und der Elektrifizierung der Bahnstrecke Nürnberg–Cheb, zu ermitteln.

#### [2] Einführung S-Bahn: Nürnberg – Fürth – Markt Erlbach (Zenngrundbahn)
Unter Berücksichtigung der Studie „Korridoruntersuchung Sektor West“ wird eine gegebenenfalls vorgezogene Elektrifizierung der Strecke Siegelsdorf – Markt Erlbach mit Einführung eines halbstündigen S-Bahn-Verkehrs mit Durchbindung nach Nürnberg untersucht. Hierbei sollen die verkehrliche Wirkung sowie Angebotskonzepte und der Infrastrukturbedarf ermittelt werden. Vorgesehen ist innerhalb dieser Maßnahme die Elektrifizierung und Beschleunigung der 26,7 km langen Bestandsstrecke Siegelsdorf – Markt Erlbach, ein zweigleisiger Ausbau der 5,5 km langen Strecke von Siegelsdorf nach Langenzenn, Kreuzungspunkte an den Stationen Adelsdorf und Markt Erlbach, der Ersatz oder die Auflassung von technisch nicht gesicherten Bahnübergängen, der Bau von 4,6 km neuer Lärmschutzwanden sowie die Errichtung neuer Stellwerkstechnik und Anpassung der Signaltechnik im Bahnhof Siegelsdorf. Erste Ergebnisse aus der Machbarkeitsstudie vom Oktober 2024 empfahlen bei einem Nutzen-Kosten-Faktor von 1,2 eine Weiterverfolgung der Maßnahme. Die Investitionen ohne Planungskosten beliefen sich ersten Schätzungen zufolge auf 182,4 Millionen Euro bei einem Preisstand von 2022.

#### [3] Einführung S-Bahn: Nürnberg – Fürth – Cadolzburg (Rangaubahn)
Unter Berücksichtigung der Studie „Korridoruntersuchung Sektor West“ wird eine gegebenenfalls vorgezogene Elektrifizierung der Strecke Fürth – Cadolzburg mit Einführung eines halbstündigen S-Bahn-Verkehrs untersucht. Hierbei sollen die verkehrliche Wirkung sowie Angebotskonzepte und der Infrastrukturbedarf ermittelt werden. Vorgesehen ist innerhalb dieser Maßnahme die Elektrifizierung und Beschleunigung der 12,1 km langen Bestandsstrecke Fürth – Cadolzburg, der Ausbau zu Kreuzungspunkten an den Stationen Weiherhof und Cadolzburg, der Ersatz oder die Auflassung von technisch nicht gesicherten Bahnübergängen, der Bau von 5,5 km neuer Lärmschutzwanden sowie die Einrichtung eines neuen Haltepunkts Fürth-Forsthausstraße. Erste Ergebnisse aus der Machbarkeitsstudie vom Oktober 2024 empfahlen bei einem Nutzen-Kosten-Faktor von 1,2 eine Weiterverfolgung der Maßnahme. Die Investitionen ohne Planungskosten beliefen sich ersten Schätzungen zufolge auf 74 Millionen Euro bei einem Preisstand von 2022.
Die Regionalbahn-Leistungen nach Cadolzburg und Markt Erlbach wurden für den Zeitraum von Juni 2019 bis Juni 2031 im Rahmen der Ausschreibung Dieselnetz Nürnberg an DB Regio Franken vergeben.

#### [4] Optimierung S-Bahn: Nürnberg – Fürth – Neustadt a.d.Aisch
Aufgrund der hohen Auslastung der Bahnstrecke Fürth–Würzburg ist ein 20-Minuten-Takt ohne ein drittes Gleis nicht möglich. Im Zuge der zweiten Ausbaustufe der S-Bahn Nürnberg war (Planungsstand: 1981) vorgesehen, im Abschnitt zwischen Fürth und Siegelsdorf einen S-Bahn-Betrieb einzurichten und diesen Streckenabschnitt dazu auszubauen. Dazu liefen 1987 planerische Untersuchungen. Im Bundesverkehrswegeplan 2030 ist ein Ausbau auf drei Gleise zwischen Siegelsdorf und Fürth vorgesehen. Dieser ist inzwischen im vordringlichen Bedarf enthalten. Die Umsetzung ist aufgrund der im Rahmen des Deutschland-Takts vorgesehenen Neubaustrecke Nürnberg–Würzburg fraglich, jedoch könnten frei werdende Kapazitäten auf der Bestandsstrecke in diesem Fall für die S-Bahn genutzt werden. Im Herbst 2017 sollte für die Strecke eine Berechnung ihres Nutzen-Kosten-Faktors mit einem 20-/40-Minuten-Takt in Auftrag gegeben werden. Ergebnisse sollten frühestens Mitte 2018[veraltet] zu erwarten sein.
Im Zuge der Machbarkeitsstudie AuSbauNü sind innerhalb dieser Maßnahme ein 30-Minuten-Takt vorgesehen, der Trassierungsanpassungen in den Stationen Siegelsdorf und Emskirchen für schnelle Ein- und Ausfahrt, einen Umbau des Bahnhofs Emskirchen mit einem Neubau der Außen- und Mittelbahnsteige sowie einen barrierefreier Ausbau und Neubau des Bahnhofsgleis auf einer Länge von rund 1,4 km umfasst. Nebenbei sind auch vereinzelte Installationen von passivem Lärmschutz vorgesehen. Erste Ergebnisse aus der Machbarkeitsstudie vom Oktober 2024 empfahlen bei einem Nutzen-Kosten-Faktor von 0,4 zwar keine Weiterverfolgung der Einzelmaßnahme [4], unterstellten der Gesamtmaßnahme Sektor West, die sich aus den Einzelmaßnahmen [2], [3] und [4] zusammensetzt, aber einen positiven Nutzen-Kosten-Faktor von 1,1 und somit eine Weiterverfolgung der Maßnahmen. Die Investitionen für die Einzelmaßnahme ohne Planungskosten beliefen sich ersten Schätzungen zufolge auf 26,5 Millionen Euro bei einem Preisstand von 2022. Die Investitionen für die Gesamtmaßnahme ohne Planungskosten beliefen sich ersten Schätzungen zufolge auf 256,4 Millionen Euro bei einem Preisstand von 2022. Die Einzelmaßnahmen hingegen summiert würden mit 282,9 Millionen Euro hingegen ein um etwa 26 Millionen Euro höheres Investitionsvolumen erfordern.

#### [5] Ausbau S-Bahn: zwischen Fürth-Unterfarrnbach und Erlangen-Eltersdorf
Im Zuge des Baus der Schnellfahrstrecke Nürnberg–Erfurt soll die Strecke Fürth–Bamberg auf insgesamt vier Gleise erweitert werden, von denen zwei von S-Bahn, weiterem Regional- und Güterverkehr genutzt werden. Hierfür fehlt lediglich noch der Abschnitt Fürth-Unterfarrnbach Abzweig bis Erlangen-Eltersdorf.
Zwischen Fürth und Eltersdorf sollte die S-Bahn nach ursprünglicher Planung von der bisherigen Strecke ausgehend Richtung Osten ins Knoblauchsland verschwenkt werden; dabei würde die bestehende Station Vach durch eine südlicher gelegene Station Fürth-Stadeln ersetzt und eine neue Station Fürth-Steinach eingerichtet. Der Verschwenk, der für die Anbindung des ehemals geplanten, aber mittlerweile aufgegebenen Gewerbeparks Nürnberg-Fürth-Erlangen sorgen sollte, wurde allerdings durch Gerichtsurteile vorerst gestoppt. Die Stadt Fürth klagte gegen den entsprechenden Planfeststellungsbeschluss, einem Eilantrag wurde im Oktober 2014 stattgegeben, womit ein Baubeginn vorläufig nicht möglich ist. Das Bundesverwaltungsgericht in Leipzig hat den S-Bahn-Verschwenk im Norden von Fürth am 9. November 2017 für rechtswidrig und nicht vollziehbar erklärt. Da der Planfeststellungsbeschluss des EBA aber nicht aufgehoben worden ist, gäbe es somit Raum für Nachbesserungen bei der Planung. Ob ein Ausbau der Gleise entlang der bestehenden Strecke möglich und vor allem förderfähig ist, müssten neue Berechnungen zeigen. Faktisch führten die Klagen und Gerichtsurteile jedoch zu jahrelang nicht weiter geführten Bau- und Planungsmaßnahmen sowie ungenutzt herum liegenden Gleisen und So-da-Brücken. Versuche, der Situation wenigstens durch Einbindung der bereits bestehenden und variantenneutralen Infrastruktur teilweise abzuhelfen scheiterten jahrelang an der Frage, wer die Kosten derartiger Maßnahmen und eventuell anfallender Rückbauten übernehmen würde.
Im April 2015 wurde schließlich vereinbart, die weitgehend bereits fertiggestellten S-Bahn-Gleise südlich und nördlich des geplanten Verschwenks durch den Einbau zusätzlicher Weichen mit der Bestandsstrecke zwischen Fürth-Nord und Eltersdorf zu verknüpfen, um so die Nutzung der neugebauten Gleise und damit einen dichteren Takt der S-Bahn zu ermöglichen. Die Kosten für diese Übergangslösung trägt das Land Bayern. Die Inbetriebnahme war seinerzeit für 2020 vorgesehen. Die geschätzten Kosten – einschließlich des späteren Rückbaus – sollen statt vormals 2,6 Millionen Euro nunmehr 10,4 Millionen Euro betragen.
Im April 2019 wurde bekannt gegeben, dass der Freistaat Bayern nunmehr 20 Millionen Euro für den Einbau von sieben Weichen und zusätzlichen Signalen in Fürth-Unterfarrnbach ausgeben will und die Fertigstellung für 2022 geplant ist. Die Station wurde am 31. Mai 2022 in Betrieb genommen. Die provisorisch an S-Bahn-Bedingungen angepassten Stationen Fürth-Unterfarrnbach (seit 2022: Klinikum (Fürth)), Eltersdorf, Erlangen-Bruck und Erlangen werden bzw. wurden S-Bahn-gerecht umgebaut. Zwischen Erlangen-Bruck und Erlangen entstand der zusätzliche Haltepunkt Erlangen Paul-Gossen-Straße (Inbetriebnahme Dezember 2015), zwischen Nürnberg Hauptbahnhof und Nürnberg Rothenburger Straße wurde der Haltepunkt Nürnberg-Steinbühl, der bereits für die S 2 existierte, am 28. Dezember 2012 auch für die S 1 in Betrieb genommen. Unmittelbar östlich des Haltepunktes Paul-Gossen-Straße schließt sich der Siemens-Campus an, auf welchen die Firma Siemens ihren – bisher über die Stadt verteilten – Standort Erlangen konsolidiert. Eine bessere Zuwegung vom Bahnsteig zum Campus ist dafür in Zukunft angedacht.
Im Zuge der Studie zum Ausbauprogramm S-Bahn Nürnberg sollen entsprechende Ausbaualternativen unter Berücksichtigung bisheriger Erkenntnisse untersuchen werden, um die Engpassituation dauerhaft aufzulösen. Des Weiteren soll eine Prüfung neuer beziehungsweise eine Anpassung bestehender Haltepunkte in den betreffenden Räumen, beispielsweise Vacher Straße, Stadeln-Süd, Stadeln Nord (Verschiebung des Haltepunkts Vach nach Süden), erfolgen. Die verkehrliche Wirkung sowie Angebotskonzepte und der Infrastrukturbedarf sollen darüber hinaus ermittelt werden.

#### [6] Gräfenbergbahn / Nordring / Rangaubahn

##### [6.1] Einführung S-Bahn: Nordostbahnhof – Gräfenberg (Gräfenbergbahn)
Zum Ziel der Einführung eines halbstündigen S-Bahnverkehrs auf der Strecke Nordostbahnhof–Gräfenberg soll untersucht werden, ob zur attraktiveren und besseren Schienenpersonennahverkehrserschließung, die Maximalgeschwindigkeit erhöht werden, sowie Taktverbesserungen eingeführt und ein barrierefreier Ausbau der Stationen erfolgen können. Hierbei sollen die verkehrliche Wirkung sowie Angebotskonzepte und der Infrastrukturbedarf ermittelt werden. Eine allfällige S-Bahn-Linie auf dieser Strecke wäre die bisher erste und einzige, welche den zentralen Knotenpunkt Nürnberg Hauptbahnhof nicht bedient.
Vorgesehen ist innerhalb dieser Maßnahme die Elektrifizierung und Beschleunigung der 28,2 km langen Bestandsstrecke, ein 2,8 km zweigleisiger Ausbau der Strecke zwischen Heroldsberg und Heroldsberg Nord, der Ausbau zu einem Kreuzungspunkt am Bahnhof Forth, der Ersatz oder die Auflassung von technisch nicht gesicherten Bahnübergängen, die Anpassung von Signaltechnik sowie die Wiedereinrichtung des Haltepunkts Buchenbühl. Erste Ergebnisse aus der Machbarkeitsstudie vom Oktober 2024 empfahlen bei einem Nutzen-Kosten-Faktor von 1,0 eine Weiterverfolgung der Maßnahme. Die Investitionen ohne Planungskosten beliefen sich ersten Schätzungen zufolge auf 140,7 Millionen Euro bei einem Preisstand von 2022.

##### [6.2] Einführung S-Bahn: Nordostbahnhof – Fürth (Nordring)
Zur besseren ÖV-Erschließung der nördlichen Stadtteile soll ein halbstündiger S-Bahnverkehr, als Fortsetzung der Gräfenbergbahn, auf dem bisweilen nur vereinzelt als Güterverkehrstrasse beziehungsweise zum Wenden und für Überführungsfahrten genutzten Nordring in Betracht gezogen werden. Ziel ist die Durchbindung von Ringbahn und Gräfenbergbahn, gegebenenfalls weiter über die Rangaubahn (siehe Punkt 6.3). Auch hier sollen die verkehrliche Wirkung sowie Angebotskonzepte und der Infrastrukturbedarf ermittelt werden. Denkbar wären hierbei auch Verknüpfungen zu bestehenden oder noch zu bauenden Stationen der Straßenbahn bzw. der U-Bahn.
Vorgesehen ist innerhalb dieser Maßnahme die Elektrifizierung und Beschleunigung der 8,1 km langen Bestandsstrecke, ein 2,2 km zweigleisiger Ausbau der Strecke zwischen Thon und Wetzendorf, der Ersatz oder die Auflassung von technisch nicht gesicherten Bahnübergängen, der Bau von 3,8 km neuer Lärmschutzwanden sowie die Einrichtung der Haltepunkte Nürnberg Nord, Thon, Wetzendorf, Muggenhof und Stadtgrenze. Erste Ergebnisse aus der Machbarkeitsstudie vom Oktober 2024 empfahlen bei einem Nutzen-Kosten-Faktor von 1,0 eine Weiterverfolgung der Maßnahme. Die Investitionen ohne Planungskosten beliefen sich ersten Schätzungen zufolge auf 118,1 Millionen Euro bei einem Preisstand von 2022.

##### [6.3] Durchbindung S-Bahn: Gräfenbergbahn – Rangaubahn
Zur besseren Schienenpersonennahverkehrs-Erschließung und einer damit verbundenen Angebotserhöhung, soll eine Durchbindung der Gräfenbergbahn mit der Rangaubahn über den Nordring als gemeinsame Linie untersucht werden sowie die verkehrliche Wirkung sowie Angebotskonzepte und der Infrastrukturbedarf ermittelt werden. Eine Anbindung an den Hauptbahnhof Nürnberg wäre dagegen nicht ohne aufwändige Neubauten von Trassenabzweigen möglich (vgl. Bahnstrecke Nürnberg Nordost–Gräfenberg#Streckenbeschreibung).

#### [7] Aktivierung Güterring für S-Bahn

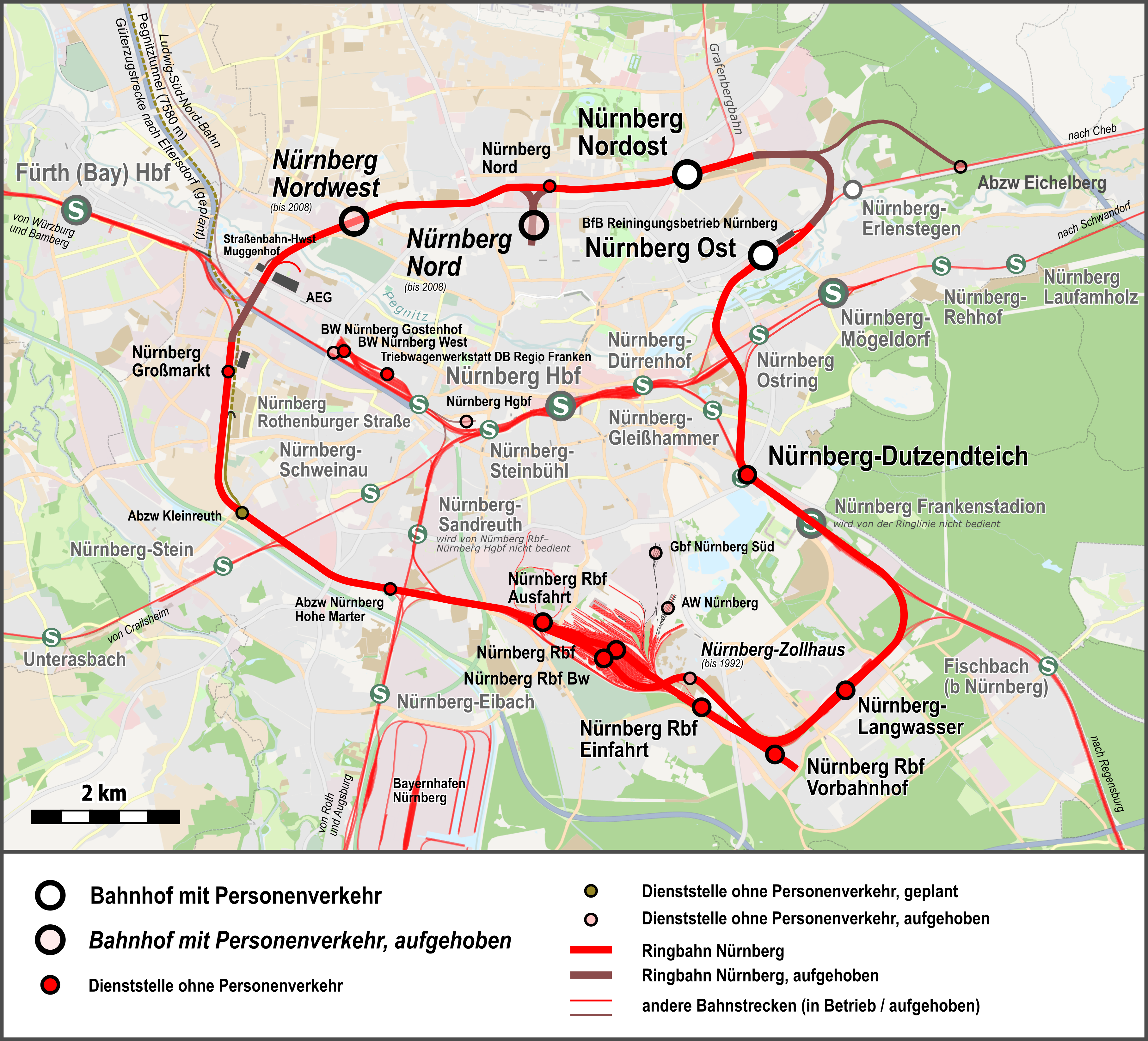
Derzeitiger Zustand der Nürnberger Ringbahn

Im Zuge einer Nutzung der bestehenden Infrastruktur soll eine S-Bahn im 30-Minuten-Takt von Fürth über den südlichen Teil der Ringbahn („Güterring“) nach Feucht geprüft werden. Hierbei soll eine Verbesserung der Schienenpersonennahverkehrs-Erschließung in den betreffenden Räumen erreicht werden. Zudem soll eine Prüfung neuer beziehungsweise eine Anpassung bestehender Haltepunkte sowie eine Verknüpfung mit bestehenden Angeboten erfolgen. Auch soll eine Entlastung des Nürnberger Hauptbahnhofs in die Untersuchung mit eingebunden werden und die verkehrliche Wirkung, Angebotskonzepte sowie der Infrastrukturbedarf ermittelt werden. Der ehemals geschlossene Ring wurde vornehmlich für den Güterverkehr gebaut und ist heute an wenigen Punkten vor allem im Nordosten und Westen unterbrochen. Der Südring ist derzeit bedeutend für den Güterverkehr und elektrifiziert, der nicht elektrifizierte Nordring dient lediglich zur Verbindung der Gräfenbergbahn mit dem restlichen Netz für Überführungs- und Werkstattfahrten. Durch den Bau der Bahnstrecke Kleinreuth–Eltersdorf soll der Südring teilweise vom Güterverkehr entlastet werden, wodurch Zugtrassen für den Personenverkehr frei würden.
Vorgesehen ist innerhalb die Errichtung von vier neuen Haltepunkten Leyher Straße, Regelsbacher Straße, Katzwanger Straße, Münchener Straße sowie die Reaktivierung des Bahnhofs Langwasser/Märzfeld, der Neubau einer eingleisigen Eisenbahnüberführung sowie der Neubau von drei Personenunterführungen. Weiters wurde die Einrichtung der Stationen Kammersteiner Straße, Langwasser Mitte sowie Langwasser Bad geprüft. Erste Ergebnisse aus der Machbarkeitsstudie vom Oktober 2024 empfahlen bei einem nicht angegebenen Nutzen-Kosten-Faktor keine Weiterverfolgung der Maßnahme. Die Investitionen ohne Planungskosten beliefen sich ersten Schätzungen zufolge auf 27 Millionen Euro bei einem Preisstand von 2022.

#### [8] Verlängerungen und Express-S-Bahnen

##### [8.1] S-Bahn-Verlängerungen / Einbindung Nebenbahnen
Mögliche S-Bahnverlängerungen und die Einbindung von Nebenbahnen sollen unter Berücksichtigung bestehender Gutachten und Machbarkeitsuntersuchungen untersucht werden, um die Schienenpersonennahverkehrs-Erschließung in den betreffenden Räumen zu verbessern. Auch hier soll eine Prüfung neuer beziehungsweise eine Anpassung bestehender Haltepunkte erfolgen und die verkehrliche Wirkung, Angebotskonzepte sowie der Infrastrukturbedarf ermittelt werden.
Verlängerung der S 2 nach Hilpoltstein
Die verbliebenen elf Kilometer der Bahnstrecke Roth–Greding von Roth nach Hilpoltstein werden von örtlichen Politikern immer wieder als mögliche S-Bahn-Erweiterung in die Diskussion gebracht. Hierbei wäre neben der Elektrifizierung ein Umbau oder eine Aufhebung der derzeit 22 Bahnübergänge notwendig.
Vorgesehen ist innerhalb dieser Maßnahme bei einem angestrebten Stundentakt die Elektrifizierung und Beschleunigung der 11,1 km langen Bestandsstrecke, eine Anpassung der Außenbahnsteige am Bahnhof Roth, die Verlängerung und Erhöhung der Außenbahnsteige in den Stationen Roth-Lohgarten, Eckersmühlen und Hilpoltstein sowie der Ersatz oder die Auflassung von technisch nicht gesicherten Bahnübergängen. Erste Ergebnisse aus der Machbarkeitsstudie vom Oktober 2024 empfahlen bei einem Nutzen-Kosten-Faktor von 1,7 eine Weiterverfolgung der Maßnahme. Die Investitionen ohne Planungskosten beliefen sich ersten Schätzungen zufolge auf 32,6 Millionen Euro bei einem Preisstand von 2022.
Der Freistaat Bayern kündigte im April 2025 an, die Deutsche Bahn noch im gleichen Jahr mit einer konkreten Planung beauftragen zu wollen.
Verlängerung von Neumarkt nach Parsberg
Der Landkreis Neumarkt stellt bereits seit den ersten Entwürfen für die damalige S 3 nach Neumarkt Überlegungen zu einer Verlängerung dieser Strecke bis nach Parsberg an, es werden jedoch zu geringe Fahrgastzahlen erwartet. In diesem Zuge wird auch die Errichtung einer zusätzlichen Station Neumarkt Süd auf Höhe der Kerschensteinerstraße zur Erschließung der südöstlichen Stadtteile Neumarkts angestrebt, die rund vier Millionen Euro kosten würde. Die Bayerische Eisenbahngesellschaft hat stattdessen einen zusätzlichen stündlichen Regionalexpress Nürnberg–Regensburg ab Dezember 2024 ausgeschrieben.
Verlängerung von Bamberg nach Lichtenfels und Ebern
Im Rahmen des Ausbauprogramms wird auch eine Verlängerung der S-Bahn von Bamberg nach Lichtenfels über die Bahnstrecke Bamberg–Hof geprüft. Im Rahmen dessen könnte ebenso ein Teil der heute nicht mehr vollständig betriebenen Bahnstrecke Breitengüßbach–Maroldsweisach von Breitengüßbach bis Ebern Teil des künftigen S-Bahnnetzes werden.
Einbindung der Wiesenttalbahn
Der heute von der Regionalbahn RB22 Teil der Wiesenttalbahn von Forchheim nach Ebermannstadt befahrene Abschnitt wird auch auf eine mögliche Einbindung in das S-Bahnnetz untersucht. Bereits 2021 strebte eine Petition statt des bisher herrschenden stündlichen Verkehrs einen 30-Minuten-Takt an, scheiterten aber einer zu geringen Anzahl von Personenkilometern (Pkm) pro Kilometer Streckenlänge.
Verlängerung von Neustadt (Aisch) nach Rothenburg ob der Tauber
Die Strecken Bahnstrecke Neustadt (Aisch)–Bad Windsheim und Bad Windsheim–Steinach bei Rothenburg, für die bis 2029 im Rahmen der Leistungs- und Finanzierungsvereinbarung III sind nicht näher genannte „Streckenertüchtigungen und -beschleunigungen“ vorgesehen. Im Rahmen des Ausbauprogramms wird auch hier eine Einbindung in Form einer Verlängerung der S-Bahn von Neustadt an der Aisch nach Steinach und darüber hinaus über die Bahnstrecke Steinach bei Rothenburg–Dombühl bis nach Rothenburg ob der Tauber geprüft.
Einbindung des Löhe-Express
Auch der sogenannte Löhe-Express auf der Bahnstrecke Wicklesgreuth–Windsbach wird auf eine Einbindung in das S-Bahnnetz untersucht.
Verlängerung von Roth über Fränkisches Seenland nach Nördlingen
Von Roth aus wird auch eine S-Bahn über die Bahnstrecke Treuchtlingen–Nürnberg bis nach Pleinfeld untersucht sowie eine Verlängerung dieser Verbindung über die Bahnstrecke Nördlingen–Pleinfeld bis nach Nördlingen. Letztere Strecke hat im Dezember 2024 wieder von Gunzenhausen bis Wassertrüdingen ihren Betrieb aufgenommen. Die Prüfung der Verlängerung verfolgt auch das Ziel das Fränkische Seenland besser an Nürnberg anzubinden.
Einbindung der Hesselbergbahn
Im Zielfahrplan des Deutschland-Takts ist eine stündliche Regionalbahn von Wilburgstetten nach Dombühl auf der sogenannten Hesselbergbahn vorgesehen. In Dombühl sollen abgestimmte Anschlüsse zu den S-Bahnen von und nach Crailsheim bzw. Nürnberg bestehen. Im Rahmen der Machbarkeitsstudie wird auch eine Einbindung in das S-Bahnnetz geprüft.

##### [8.2] Einführung von Express-S-Bahnen
Zur Einführung von Express-S-Bahnen sollen mögliche Relationen untersucht werden, um eine Verbesserung der Schienenpersonennahverkehrs-Erschließung in den betreffenden Gegenden zu erreichen, sowie eine Prüfung neuer bzw. ein Ausbau bestehender Haltepunkte erfolgen. Auch hier sollen die verkehrliche Wirkung und Angebotskonzepte sowie der Infrastrukturbedarf ermittelt werden.

#### [9] Neu-/Ausbau S-Bahn-Stationen
Sofern nicht in anderen Maßnahmen enthalten, soll ein Neu- beziehungsweise Ausbau von Stationen geprüft werden, um eine Verbesserung der Schienenpersonennahverkehrs-Erschließung in den betreffenden Regionen zu erreichen. Hierbei sollen zusätzliche Bahnsteige, Erschließungsoptimierungen, insbesondere in Betracht auf Barrierefreiheit, von bestehenden Haltepunkten untersucht werden und die verkehrliche Wirkung, Angebotskonzepte sowie der Infrastrukturbedarf ermittelt werden. Im besonderen Fokus stehen hierbei folgende Stationen:
- Bahnhof Erlangen (Bestand): Erschließungsoptimierung der Bahnsteige
- Feucht-West (Neubau): auf Höhe der Rastanlage Feucht-West an der A9; mit großzügiger P+R-Anlage zur Erschließung von Röthenbach bei St. Wolfgang, Wendelstein und Schwarzenbruck – gelegen an der Schnellfahrstrecke Nürnberg–Ingolstadt (zurzeit S5)
- Neumarkt Süd (Neubau)
- Ansbach-Schalkhausen (Neubau)
- Ansbach-West (Neubau)
- Interfranken (Neubau)

Darüber hinaus kündigte der damalige bayerische Innen- und Verkehrsminister Joachim Herrmann bereits im Juni 2017 an, im Falle eines oberirdischen Ausbaus der ICE-Trasse in Bamberg einen Haltepunkt im Süden der Stadt (Bamberg-Süd) realisieren und von staatlicher Seite finanzieren zu wollen. Mit diesem soll insbesondere die Brose Arena, Bayerns drittgrößte Mehrzweckarena und Heimspielstätte des mehrfachen deutschen Basketball-Meisters Brose Bamberg, an das S-Bahnnetz angeschlossen werden.

#### [10] Bypass Roth – Allersberg
Eine Durchbindung der Strecke Roth – Hilpoltstein nach Allersberg auf die Neubaustrecke Nürnberg–Ingolstadt soll geprüft werden. Die verkehrliche Wirkung und Angebotskonzepte sowie der Infrastrukturbedarf sollen ebenso ermittelt werden.
Vorgesehen ist innerhalb dieser Maßnahme eine stündliche Durchbindung der S5 nach Hilpoltstein. Dies erfordert den Neubau einer 8,9 km langen eingleisigen, elektrifizierten Strecke mit einer Höchstgeschwindigkeit von 160 km/h von Allersberg nach Hilpoltstein entlang des Rothsees, die Elektrifizierung von 0,7 km Bestandsstrecke in Hilpoltstein, eine niveaufreie Einbindung in Allersberg, die Errichtung neuer Stellwerkstechnik beziehungsweise Anpassung der Signaltechnik im Bahnhof Allersberg, den Neubau eines Zungenbahnsteigs im Bahnhof Hilpoltstein sowie die Errichtung von 0,2 km Lärmschutzwand. Erste Ergebnisse aus der Machbarkeitsstudie vom Oktober 2024 empfahlen bei einem Nutzen-Kosten-Faktor von 1,3 eine Weiterverfolgung der Maßnahme. Die Investitionen ohne Planungskosten beliefen sich ersten Schätzungen zufolge auf 167,9 Millionen Euro bei einem Preisstand von 2022.

#### [11] Knotenuntersuchung Nürnberg und Fürth
Im Rahmen einer großen Untersuchung des Knotens zwischen Nürnberg und Fürth soll eine mögliche Neusortierung der Fahrstraßen für qualitäts- und kapazitätssteigernde Maßnahmen sowie ein zusätzliches S-Bahn-Gleis zur Erhöhung der Betriebsstabilität und -flexibilität für alle Verkehre geprüft werden. Auch eine Umstellung der heutigen vier Gleise auf Richtungsbetrieb, also zwei Gleise je Richtung zu einer Entflechtung der schnellen (Fernverkehr, Regionalexpress) und langsamen Verkehre (S-Bahn, Regionalbahn) soll untersucht werden. Zudem soll eine Prüfung neuer beziehungsweise ein Ausbau bestehender Haltepunkte zur besseren Erschließung in den betreffenden Stadtteilen erfolgen. Beispiele sind der Ausbau des Fürther Hauptbahnhofs mit der Einrichtung eines Außenbahnsteigs Gleis 8 zur Durchbindung der Gräfenbergbahn, neue Bahnsteige an den Stationen Frankenstadion, Rothenburger Straße und Steinbühl, um den Halt mehrerer S-Bahnen zu ermöglichen, die Prüfung der Einrichtung beziehungsweise Reaktivierung der Haltepunkte Jansenstraße, Neusündersbühl, Stadtgrenze sowie eines Optionalhalts Wiener Straße, zur Erschließung des Güterverkehrszentrums Hafen Nürnberg. Die verkehrliche Wirkung und Angebotskonzepte sowie der Infrastrukturbedarf sollen ebenso ermittelt werden.

#### [12] Bündelung der S-Bahn-Linien im Hauptbahnhof
Zur Angebotsverbesserung im Rahmen von kürzeren Umsteigewegen und zur Optimierung der betrieblichen Abwicklung soll eine Bündelung der S-Bahnlinien im Nürnberger Hauptbahnhof geprüft werden. Die verkehrliche Wirkung und Angebotskonzepte sowie der Infrastrukturbedarf sollen ebenso ermittelt werden.
Die S 4 benutzt am Nürnberger Hauptbahnhof meist das Gleis 22, was zu langen Umsteigewegen zu den S-Bahnlinien S 1 bis S 3 (Bahnsteige 1 bis 3), zur U-Bahn sowie zu den Straßenbahnen führt. Mittels eines neu zu bauenden Überführungsbauwerks über die Strecke nach Bamberg auf die Strecke nach Crailsheim könnte die S 4 auch an der nördlichen Bahnsteigkante des oberen Bahnsteigs des S-Bahnhofs Steinbühl halten. Eine Trasse zu den Bahnsteigen 1 bis 3 des Hauptbahnhofs existiert bereits und wird vom Zufahrtsgleis auf das Freigelände des Verkehrsmuseums genutzt. Zusätzlich entstünde damit eine Umsteigebeziehung zwischen S 4 und Straßenbahn (2022: Linien 4 und 6). Stand 2022 gibt es für Fahrgäste der S 4 nur am Hauptbahnhof in Nürnberg Umsteigemöglichkeiten zur Straßenbahn (2022: Linien 5, 7 und 8). Für Fahrgäste, die zwischen S 1 bzw. S 2 und S 4 umsteigen, ergäbe sich mit der neuen Umsteigemöglichkeit unter Umgehung des Hauptbahnhofs eine geographisch kürzere Wegstrecke. Zusätzlich würde der Umsteigeknoten Hauptbahnhof entlastet.
Zur Einbindung der potentiellen S-Bahnstrecken auf dem Korridor Nordost sowie der S-Bahn nach Allersberg wären im Bereich Dürrenhof ebenso die Einrichtung neuer Überführungsbauwerke vonnöten.

#### [13] Betriebs- und Angebotsoptimierung

##### [13.1] Linien- und Haltekonzeption
Auch die bisherige Linien- und Haltekonzeption soll untersucht werden in Bezug auf eine Optimierung der Linienläufe sowie der Bedienung möglichst vieler S-Bahnstationen im Kernnetz zur Verbesserung der Schienenpersonennahverkehrserschließung und einer Ausweitung des Angebots. Mögliche Entlastungen für den Nürnberger Hauptbahnhof sollen hierbei geprüft und die verkehrliche Wirkung und Angebotskonzepte sowie der Infrastrukturbedarf ermittelt werden.
Neuordnung Liniennetz 2023
Mit dem Fahrplanwechsel im Dezember 2023 ging eine erste Neuordnung des S-Bahnnetzes einher. Die S 1 nach Bamberg wurde hierbei mit der S 3 nach Neumarkt als neue S 1 und die S 1 nach Hartmannshof mit der S 2 nach Roth als neue S 2 verbunden. Der bisherige S-2-Ast nach Altdorf wurde als neue S 3 ins Liniennetz aufgenommen, sodass sich folgende Linienführungen ergeben:
| Linie | Laufweg                                                                             | Strecke                                                     |
| ----- | ----------------------------------------------------------------------------------- | ----------------------------------------------------------- |
| S1    | Bamberg – Forchheim – Erlangen – Nürnberg – Neumarkt                                | Nürnberg–Bamberg und Regensburg–Nürnberg (Teilstück)        |
| S2    | Roth – Schwabach – Nürnberg – Lauf (li. Peg.) – Hersbruck (li. Peg.) – Hartmannshof | Nürnberg–Roth und Nürnberg–Irrenlohe (Teilstück)            |
| S3    | Nürnberg – Feucht – Altdorf                                                         | Nürnberg–Feucht und Feucht–Altdorf                          |
| S4    | Nürnberg – Ansbach – Dombühl                                                        | Nürnberg–Crailsheim (Teilstück)                             |
| S5    | Nürnberg – Allersberg (Rothsee)                                                     | Nürnberg–Ingolstadt (Teilstück)                             |
| S6    | Nürnberg – Neustadt an der Aisch                                                    | Nürnberg–Bamberg (Teilstück) und Fürth–Würzburg (Teilstück) |

Neuordnung Liniennetz 2025
Mitte April 2025 wurde angekündigt, die 2023 vorgenommene Linienneuordnung ab dem Fahrplanwechsel 2025 wieder rückgängig machen zu wollen. Grund hierfür ist eine Verschiebung der Trassenbelegung auf dem Abschnitt der S1-Nord zu Gunsten des dort parallel verkehrenden Fernverkehrs. Somit soll die S1 wieder die Strecke Bamberg nach Hartmannshof bedienen, die S2 wieder von Altdorf über Nürnberg nach Roth verkehren und die S3 künftig wieder die Strecke nach Neumarkt bedienen, ab dann allerdings auch mit Halt an allen Stationen zwischen Feucht und Nürnberg Hauptbahnhof. Auf den Linien S4 bis S6 soll es demnach keine Veränderungen geben.
| Linie | Laufweg                                                                                           | Strecke                                                     |
| ----- | ------------------------------------------------------------------------------------------------- | ----------------------------------------------------------- |
| S1    | Bamberg – Forchheim – Erlangen – Nürnberg – Lauf (li. Peg.) – Hersbruck (li. Peg.) – Hartmannshof | Nürnberg–Bamberg und Nürnberg–Irrenlohe (Teilstück)         |
| S2    | Roth – Schwabach – Nürnberg – Feucht – Altdorf                                                    | Nürnberg–Roth und Nürnberg–Feucht sowie Feucht–Altdorf      |
| S3    | Nürnberg – Feucht – Neumarkt                                                                      | Nürnberg–Feucht und Regensburg–Nürnberg (Teilstück)         |
| S4    | Nürnberg – Ansbach – Crailsheim                                                                   | Nürnberg–Crailsheim                                         |
| S5    | Nürnberg – Allersberg (Rothsee)                                                                   | Nürnberg–Ingolstadt (Teilstück)                             |
| S6    | Nürnberg – Neustadt an der Aisch                                                                  | Nürnberg–Bamberg (Teilstück) und Fürth–Würzburg (Teilstück) |

##### [13.2] Taktverdichtungen / Taktraster / Takt- und Knotenoptimierungen
Eine Umstellung des bisherigen Taktschemas von einem 20'/40'-Taktraster auf ein 15'/30'-Taktraster soll insbesondere auf Mischverkehrsstrecken geprüft werden. Auch eine Optimierung von Umsteigeknoten und allgemein Verknüpfungspunkten sollen hierbei untersucht und die verkehrliche Wirkung und Angebotskonzepte sowie der Infrastrukturbedarf ermittelt werden. 

#### [14] Ausbau Park & Ride / Bike & Ride
Anhand der Analyse von Haltepunkten, an denen die Anlage beziehungsweise der Ausbau von Park & Ride (P+R) und Bike & Ride (B+R) verkehrlich sinnvoll erscheint, soll die entsprechende Einrichtung der jeweiligen Infrastruktur untersucht werden. Die induzierte verkehrliche Wirkung für den Schienenpersonennahverkehr sowie der Infrastrukturbedarf sollen hierbei ermittelt werden.

## Tarif
Die S-Bahn Nürnberg ist in das Tarifsystem des Verkehrsverbunds Großraum Nürnberg (VGN) integriert. Der Verbundtarif trat dabei gleichzeitig mit der Betriebsaufnahme der S-Bahn in Kraft, in der Vergangenheit führten Verlängerungen der S-Bahn außerdem zur Erweiterung des Tarifgebietes.
Daneben gelten auch die Angebote des Deutschlandtarifs.

## Unfälle

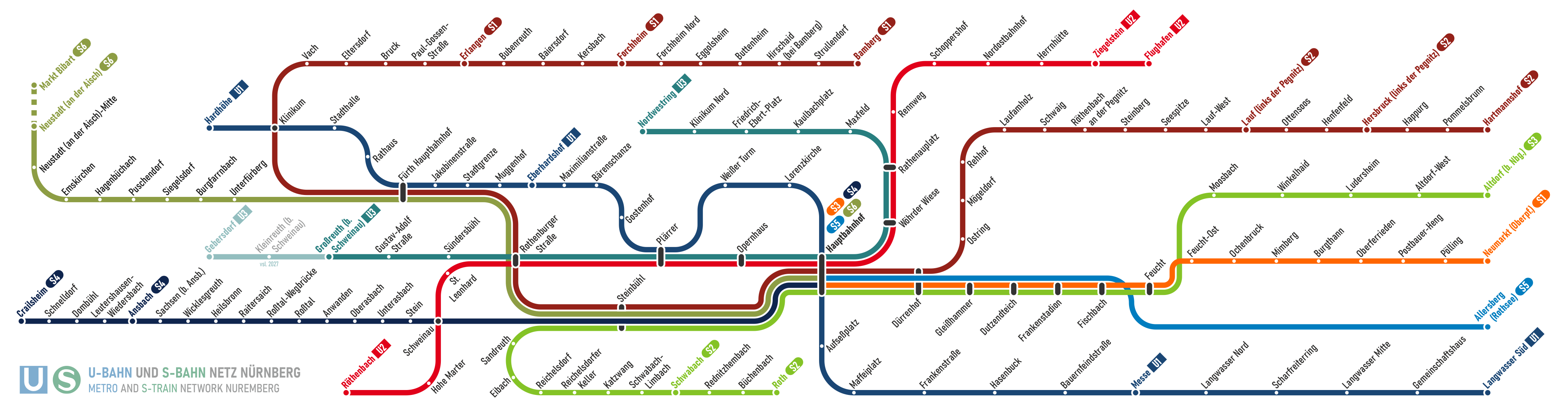
Schnellbahnnetz Nürnberg (U- und S-Bahn)

Am 25. März 2003 ereignete sich auf der damaligen Linie S 3 Nürnberg–Roth ein Unfall, bei dem ein von Roth über Nürnberg nach Altdorf fahrender S-Bahn-Zug auf der Schnellfahrweiche der Überleitstelle Rednitzhembach (Streckenkilometer 16,9) entgleiste. An dieser war nach kurz zuvor durchgeführten Wartungsarbeiten ein Kabel falsch wieder angeschlossen worden, wodurch die Weichenzungen und die Herzstückspitze zueinander gegenläufige Stellungen aufwiesen. Der Steuerwagen des Zuges folgte darum zuerst den auf Abzweig (nach links) stehenden Weichenzungen, um dann an der geradeaus gestellten Herzstückspitze zusammen mit den Mittelwagen und der Lokomotive zu entgleisen. Der dabei entstandene Sachschaden an Oberbau und Fahrzeugen belief sich auf ca. 600.000 Euro, von den Passagieren wurde niemand verletzt. Die am Unfall beteiligten Fahrzeuge wurden anschließend geborgen und auf Schäden hin untersucht. Dabei stellte sich heraus, dass sich die Aufarbeitung der x-Wagen nicht lohnen würde, woraufhin sie ausgemustert wurden; die Lokomotive hingegen wurde wieder instand gesetzt.
Am 11. April 2014 gegen 20:29 Uhr entgleiste ein Zug der Linie S 1 aus zwei Talent-2-Triebwagen auf einer Weiche im Bahnhof Forchheim. Von den 54 Personen im Zug wurden zwei leicht verletzt. Unfallursache war die mangelnde Einstellung, Prüfung und Sicherung des Fahrweges der auf Ersatzsignal fahrenden S-Bahn durch den Fahrdienstleiter Forchheim, sodass die Weiche unzulässig unter dem fahrenden Zug umgestellt werden konnte.